# Glocke

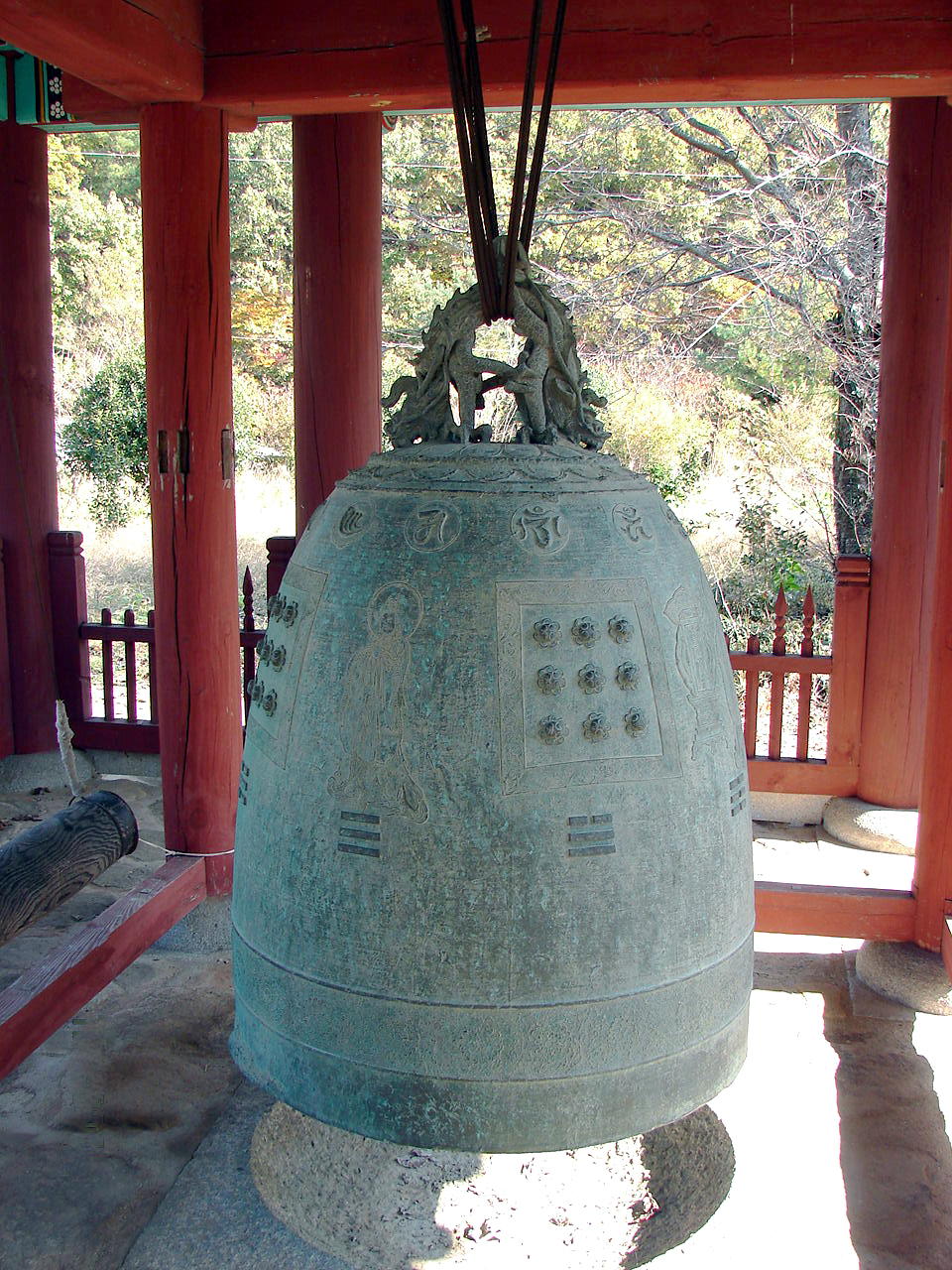
Buddhistische Bronzeglocke im Tempel von Neunggasa, Südkorea. 1698 gegossen.

Eine Glocke ist ein kelchförmiges, halbkugelförmiges oder zylindrisches Gefäß aus gegossenem Metall, geschmiedetem Metallblech, Holz oder einem anderen Material, das zu den Aufschlagidiophonen mit bestimmter Tonhöhe gehört. Sie wird am stummen Scheitelpunkt fixiert, die für den Klang der Glocke maßgeblichen Schwingungen erreichen ihr Maximum am Rand. Dadurch unterscheidet sich die Glocke von einem Gong, dessen Schwingungen zum Mittelpunkt zunehmen. Eine Glocke wird mit einem Klöppel von innen (Klöppelglocke) oder mit einem harten Gegenstand von außen (klöppellose Glocke) am Rand angeschlagen, ein Gong dagegen in der Mitte. Regional und umgangssprachlich werden kleine Glocken (Glöckchen) als Schellen bezeichnet, instrumentenkundlich sind Schellen Gefäßrasseln mit einem ungefähr kugelförmigen Klangkörper, der bis auf eine meist spaltförmige Öffnung geschlossen ist und durch im Innern befindliche Kügelchen beim Schütteln angeregt wird.
Die ältesten Glocken, die aus der Shang-Dynastie ab dem 15. Jahrhundert v. Chr. bekannt sind, zeigen ein hohes Niveau der Metallverarbeitung in der chinesischen Bronzezeit. Wie Konfuzius festlegte, bildeten die entsprechend den chinesischen Tonleitern auf exakte Tonhöhen gestimmten Glocken das Maß für die Musik. Glocken wurden in China bei Staatszeremonien, Begräbnissen und religiösen Ritualen verwendet. Bronzeglöckchen und Rasseln außerhalb Chinas sind aus Urartu und Lorestan frühestens ab dem 12. Jahrhundert v. Chr. überliefert. Die ältesten ägyptischen Glocken werden in das 9. Jahrhundert v. Chr. datiert. Die Römer und Kelten kannten Tierglöckchen. Die weite Verbreitung von Glöckchen von Zentralasien bis in den Mittelmeerraum im 1. Jahrtausend v. Chr. ist deren zugesprochener magischer Bedeutung zur Abwehr unheilbringender Kräfte zu verdanken.
In den buddhistischen Tempeln Ost- und Südostasiens hängen teilweise sehr große Glocken, die von den Gläubigen von außen angeschlagen werden und deren Klang als glückverheißend gilt. In den hinduistischen Tempeln in Indien verwenden Priester gelegentlich kleine Glöckchen in den Verehrungsritualen (puja). In den schwarzafrikanischen Kulturen kommen eiserne Glocken in einer großen Formenvielfalt vor, besonders klöppellose Einfachglocken und Doppelglocken, zu denen in Westafrika die gankogui gehört. Sie sind als Taktgeber für den Rhythmus der Musik unverzichtbar und haben manchmal eine magische Bedeutung.
Frühchristlichen Mönchen in Westeuropa diente die aus Ägypten stammende Handglocke als Zeichen für den Gottesdienst. Seit dem 8. Jahrhundert wird von Glockentaufen berichtet, was auf die Verwendung größerer, stationärer Glocken schließen lässt. Vermutlich seit dem 10. Jahrhundert wurden Glocken im europäischen Mittelalter auch für musikalische Zwecke eingesetzt. Bis zum 12. Jahrhundert wurde der Guss der Kirchenglocken von Mönchen in den Klöstern durchgeführt. Ausgehend von den Glocken des Benediktinermönchs Theophilus Presbyter Anfang des 12. Jahrhunderts entwickelte sich im 14. Jahrhundert die ungefähre Form, die als Grundlage für die heutige Glockenrippe dient.

## Etymologie

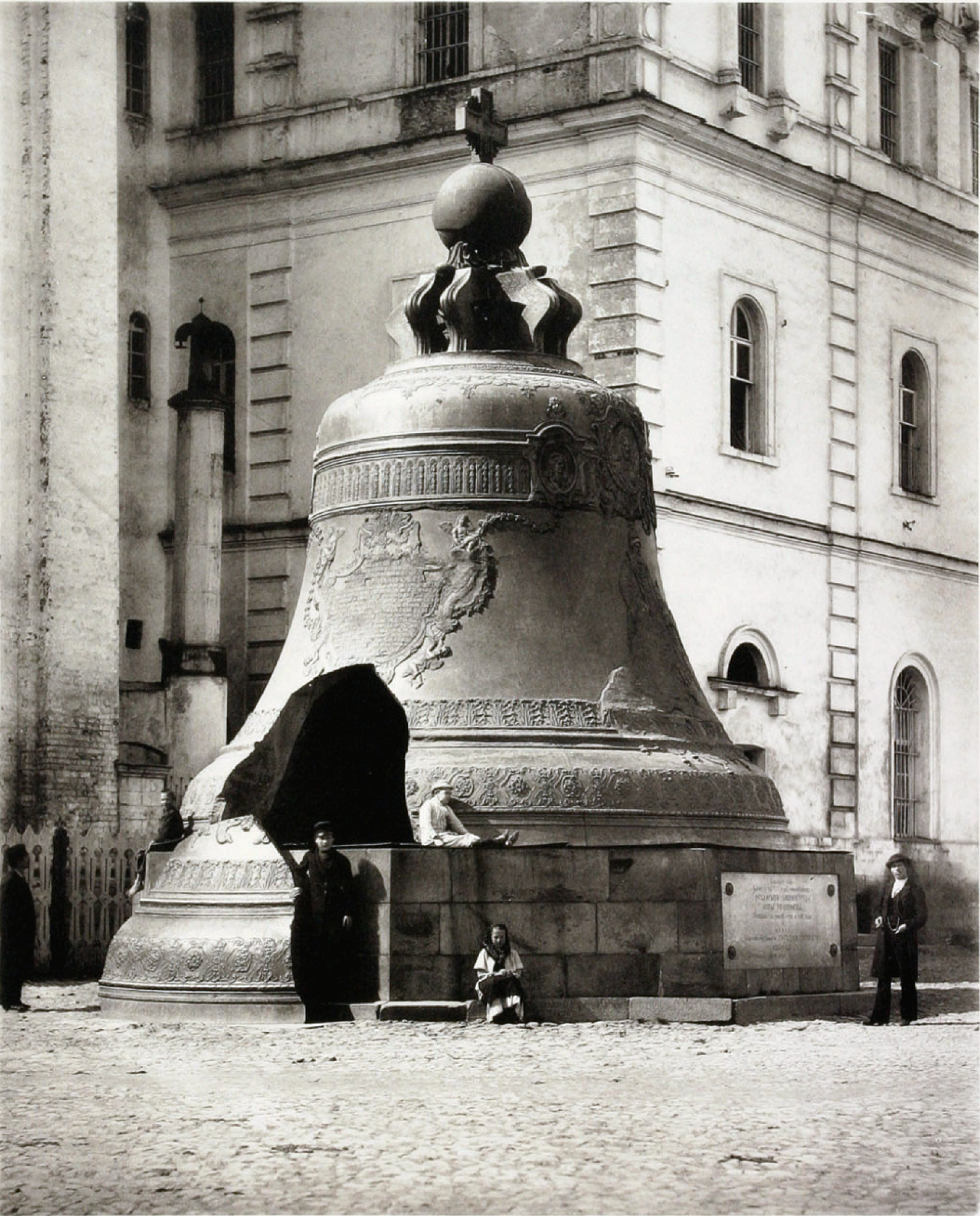
Zarenglocke (Zar-kolokol) von 1735 im Moskauer Kreml. Foto von 1893.

„Glocke“ geht auf mittellateinisch clocca (cloca, glogga, gloccus) „Glocke“ beziehungsweise altirisch cloc(c) „Schelle, Glocke“ zurück. Das keltische Wort seinerseits könnte letztlich von einem frühromanischen *culticulare (abgeleitet von lateinisch quatere, excutere „schütteln, schlagen, erschüttern“) stammen; nach anderer Meinung ist das Wort lautmalerisch, und nach einer dritten Ansicht geht es auf die indogermanische Wurzel *kel(ə)- „rufen, schreien, lärmen, klingen“ zurück und wäre damit mit lateinisch clangere „schallen“ urverwandt. Jedenfalls trugen irische Missionare, die Europa durchwanderten, Handglocken, womit sie das Wort auf dem Kontinent bekannt machten. Später wurde es auf die großen Kirchenglocken übertragen und gelangte damit in die west- und nordgermanischen sowie einige romanische Sprachen, vergleiche etwa althochdeutsch glocca, clocca, altenglisch clucge (neuenglisch clock „Uhr“ wurde hingegen von flämischen Uhrmachern aus dem Niederländischen nach England gebracht), niederländisch klok, dänisch klokke, schwedisch klocka, französisch cloche, provenzalisch cloka. Einige solcher irisch-englischer Schellen sind noch heute erhalten, daneben auch mehrfach im Sakramentar von Gellone (des Ende des 8. Jahrhunderts gegründeten Klosters von Saint-Guilhem-le-Désert) abgebildet.
In den romanischen Sprachen Italienisch und Spanisch lautet das Wort für „Glocke“ campana, im Portugiesischen bezeichnet campainha die „Türglocke“. Es geht auf spätlateinisch campāna zurück, was eigentlich „kampanisch“ bedeutet beziehungsweise aus „kampanisches Bronzegerät“ verkürzt ist, vergleiche hierzu lateinisch campānum „ehernes Gefäß“. Die süditalienische Landschaft Kampanien war wegen ihres Erzvorkommens bekannt. Erstmals bezeugt findet sich das Wort bei Isidor von Sevilla.
Ein weiterer Worttyp ist das klassisch-lateinische signum „Zeichen“, gemeint „Glockenzeichen“, das im Altfranzösischen als sin(g) oder sein(g) und noch heute im Portugiesischen als sino die Bedeutung „Glocke“ trägt. Die Formulierung signum dare „ein Zeichen geben“ als Ruf zur Versammlung der Mönche ist vom ägyptischen Klostergründer Pachomios (um 292–346) überliefert. In Gallien ist diese Formel Anfang des 6. Jahrhunderts als signo tacto nachgewiesen, als Nonnenregel des Caesarius von Arles, der ein bedeutender Erzbischof war. Bischof Gregor von Tours erwähnte in der zweiten Hälfte des 6. Jahrhunderts ein signum, das zu Beginn des Gottesdienstes und allgemein zu den „kanonischen Stunden“ (latein. horae canonicae), also zum Stundengebet der Mönche, mit einem Seil in Bewegung versetzt wurde. Damit war offensichtlich eine Glocke gemeint. Bis ins 10./11. Jahrhundert wurden die Glocken des Öfteren signum genannt. Signum ecclesiae war die offizielle Bezeichnung der katholischen Kirche für Glocke.
Unsicher ist die Herkunft von englisch bell (altenglisch belle, auch für den Schallbecher eines Blasinstruments). Das Wort stammt ursprünglich aus dem niederdeutschen Sprachraum und könnte zu niederdeutsch bellen „brüllen“ gehören. Alt- und neuisländisch bjalla „kleine Glocke, Schelle, Klingel“ (vgl. neunorwegisch bjølle, dänisch bjælde „kleine Glocke, Schelle“) ist aus dem Altenglisch entlehnt oder zumindest mit diesem eng verwandt.
Das mittellateinische nola für „Glöckchen“, das erstmals im 4. Jahrhundert bei Avienus vorkommt, müsste laut Sachs, falls es von Namen der Stadt abgeleitet wäre, als Verkleinerungsform nolana heißen. Stattdessen hält er nola für eine Reduzierung des Wortes campanola, auf dessen Wortstamm verzichtet wurde, ähnlich wie cello durch Verkürzung von violoncello auf violone zurückweist. Unklar ist die Herkunft von lateinisch tintinnabulum. Es ist als kleine Glocke im katholischen Ritus in Gebrauch.
Das slawische Wort – etwa tschechisch hlahol, russisch kolokol – leitet sich vom altslawischen Stamm klakol ab, der womöglich mit griechisch karkairo „dröhnen“ verwandt ist. Das Wort ist letztlich womöglich lautmalerisch.
Das altgriechische Wort für Glocke ist κώδων kṓdōn und für Glöckchen κωδώνιον kōdṓnion. Es bezeichnete damals auch den glockenförmigen Schallbecher der Trompete (σάλπιγξ sálpinx).

## Allgemeine Eigenschaften und Verwendung

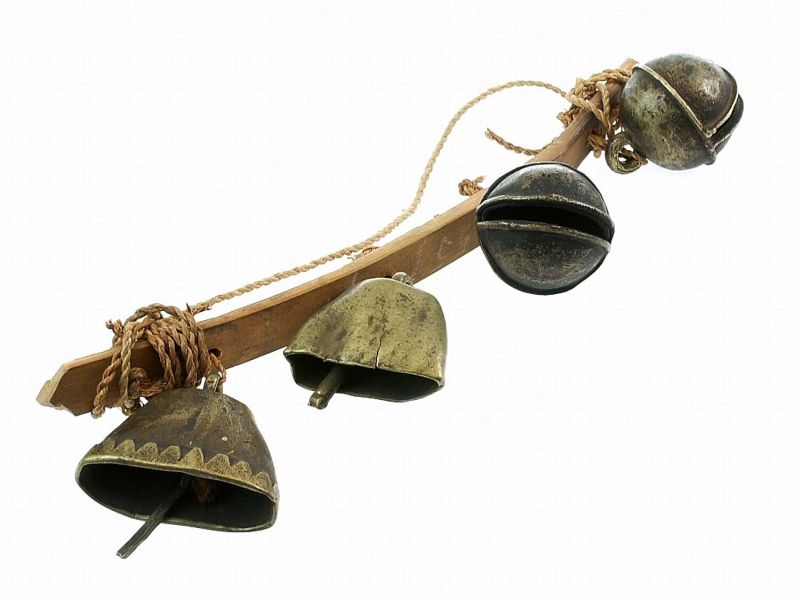
Zwei Glöckchen und zwei Schellen (Gefäßrasseln). Von Tänzerinnen in Indonesien früher zur rhythmischen Begleitung verwendet. Vor 1927.

Die ur- und frühgeschichtlichen Schlaginstrumente und Vorläufer der Glocke waren Klappern, Rasseln – in der einfachsten Form mit Samen gefüllte Fruchtschalen – und Lithophone. Als Material für Glocken dienen seit frühester Zeit Fruchtschalen, Ton, Holz, Kupfer, Messing, Eisen, Bronze, Gold und Silber. Hiervon wird Bronze allgemein am häufigsten verwendet, wobei große Glocken fast nur aus Bronzeguss angefertigt werden und geschmiedete Glocken hauptsächlich in der Volksmusik vorkommen. Es gibt ferner Glocken aus Porzellan und Glas sowie Porzellanglockenspiele. Entsprechend der kürzesten Definition von Curt Sachs („Die Glocke ist ein Aufschlaggefäß mit klingendem Rand und stummem Scheitel“.) ist eine Glocke jeder einseitig offene Hohlkörper mit einer Formenvielfalt üblicherweise zwischen einer Halbkugel und einer einseitig geschlossenen Röhre.
Nach der Art des Anschlags werden Glocken mit einem Klöppel, der im Innern am Scheitel der nach unten offenen Glocke aufgehängt ist und gegen deren Rand schwingt, von klöppellosen Glocken unterschieden, die am äußeren Rand mit einem Hammer oder einem Stock angeschlagen werden. Beide Anschlagsarten lassen sich kombinieren, sie können manuell oder mechanisch ausgeführt werden. Bei Klöppelglocken wird entweder die Glocke oder der Klöppel angeregt. Eine in Schwingung versetzte Glocke bewegt indirekt auch den Klöppel, wodurch sich die beiden Bewegungsabläufe nichtlinear dynamisch fortsetzen. Erfolgt der Anschlag bei einer in einem Raum verwendeten Glocke mit einem weichen Hammer, so wird in erster Linie der Grundton der Glocke hörbar gemacht. Die Glocke erklingt dann in einem musikalischen Zusammenhang mit einer bestimmten Tonhöhe. Kirchenglocken oder andere Turmglocken werden dagegen mit einem harten Hammer oder Klöppel angeschlagen, damit möglichst weithin hörbare Obertöne erzeugt werden. Für den Gesamtklang der Glocke müssen die zahlreichen Obertöne durch eine entsprechende Formgebung in ein harmonisches Verhältnis zueinander gebracht werden. Die höheren Obertöne verklingen bald nach dem Anschlag und die leiseren, tieferen Töne haben einen längeren Nachklang.

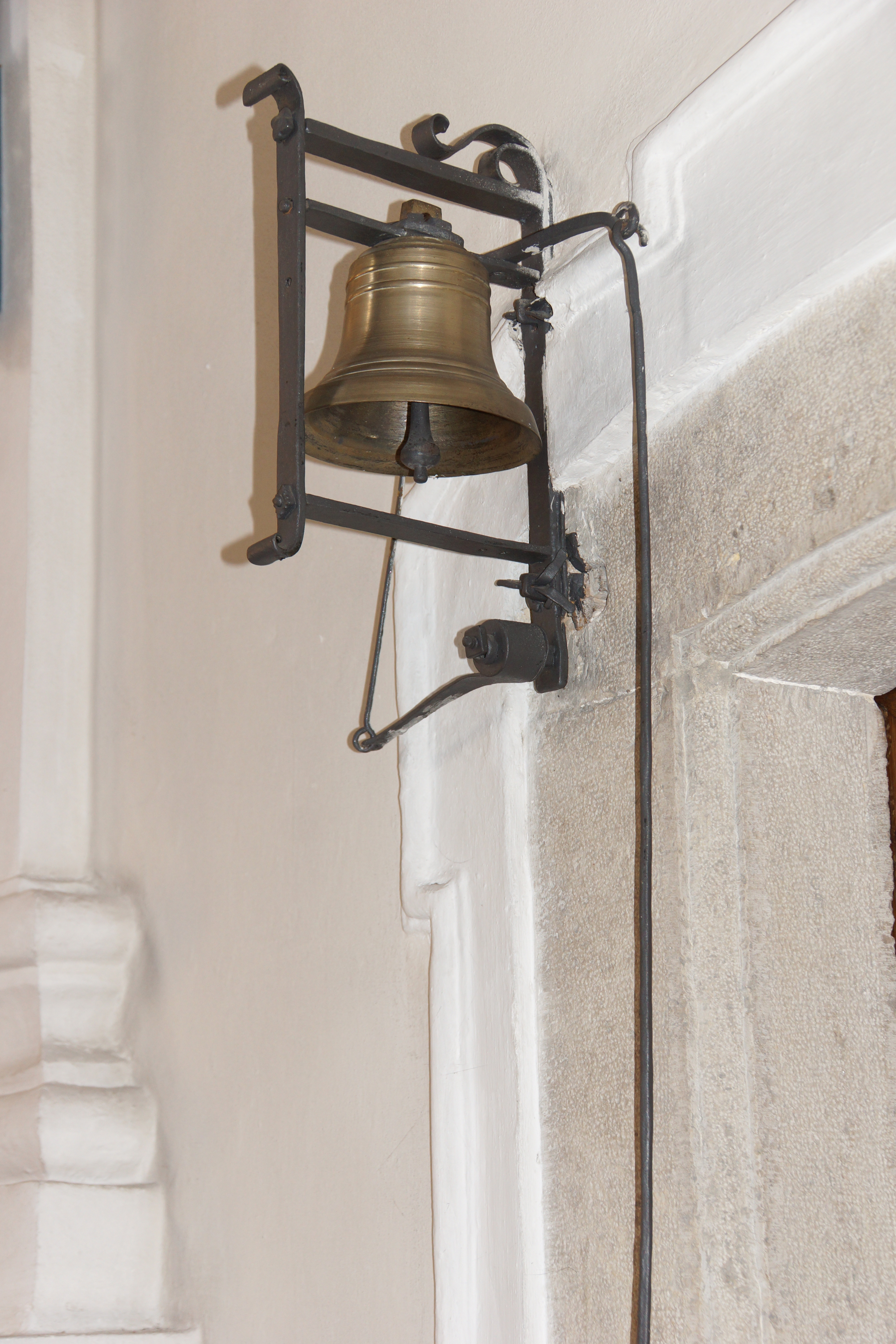
Sakristeiglocke in der katholischen Pfarrkirche St. Jakobus in Greding, Bayern

Manchen Glocken wird eine magisch-religiöse Bedeutung zugeschrieben: Sie sollen etwa Dämonen fernhalten oder hilfreiche Geister herbeirufen. Die weit verbreitete unheilabwehrende Bedeutung von Glocken hängt möglicherweise mit der gesellschaftlichen Außenseiterstellung der Schmiede zusammen. Glocken werden als Musikinstrumente oder Signalgeber eingesetzt. Kleine Kuhglocken machen entlaufene Herdentiere auffindbar. Mit etwas größeren Glocken konnten Militärposten das Lager vor einem gegnerischen Angriff warnen. Ein Relikt dieser Tradition sind die in einer Region von Schleswig-Holstein bewahrten Bauernglocken. Die nächste Größenordnung waren fest installierte Turmglocken.
Glocken besaßen in ihrer Symbolik und praktischen Funktion seit dem europäischen Mittelalter nicht nur im kirchlichen Umfeld, sondern auch für die Benachrichtigung der Bürgerschaft durch die Obrigkeit in den Städten eine große Bedeutung. Sie werden in beiden Bereichen nach ihrer Verwendung benannt: Läuteglocken rufen zum christlichen Gottesdienst und Zeitglocken werden von Turmuhren zur Zeitanzeige mechanisch gesteuert. Ein Turmglockenspiel oder Carillon besteht aus mindestens 23 Bronzeglocken, die chromatisch gestimmt einen Tonumfang von zwei Oktaven abdecken und mechanisch gesteuert oder über eine Handspieleinrichtung bedient werden können. Es gibt funktionelle Namen wie Pausenglocken, Gerichtsglocken, Bahnglocken sowie in der Schifffahrt Schiffsglocken und Nebelglocken. Die Vesperglocke läutet zur Zeit der Vesper, die Sturmglocke wurde geschlagen, wenn ein Feind nahte oder ein Feuer ausgebrochen war und die Schandglocke verkündete, wenn ein Verbrecher der Stadt oder des Landes verwiesen wurde. Wurde der Verurteilte hingerichtet, so läutete die Armesünderglocke. Ein anderer Name dieser Glocke im Kirchturm war Blutglocke (campana sanguis). Die (kirchliche) Glocke ertönte, wenn der (weltliche) Magistrat der Stadt über Leben und Tod des Beschuldigten richtete. Die Blutglocke des Kölner Doms wurde trotz Protesten der Geistlichkeit gegenüber dem Bürgermeister, die 1467 begannen, bis zum französischen Einmarsch im Ersten Koalitionskrieg 1794 geläutet.
In mittelalterlichen Weistümern, in denen vor allem die Rechtspraxis im ländlichen deutschsprachigen Raum festgehalten ist, kommen Glocken häufig formelhaft in rechtlichen Verträgen vor. So werden einem Junker im Lahngebiet im Jahr 1507 „...klocken geschell, waffen geschrey, wildtfang und fischerey...alls eim landtherrn gebührt...“ zugesprochen. Wie weit ein Glockenklang zu hören ist, konnte im Spätmittelalter auch als Maß für die Ausdehnung eines Gebietes dienen, in welchem die Rechtsprechung Gültigkeit haben sollte, etwa „...so weidt als man büden band vnd klockengeleudt hort“. Entsprechende Formulierungen sind auch in französischen und lateinischen Quellen überliefert. Glocken waren als Signalinstrumente und gleichermaßen metaphorisch fest im Alltag verankert.

## Verbreitung
Bandkeramische Funde aus dem rumänischen Ort Turdaș, die zur jungsteinzeitlichen Vinča-Kultur gehören, werden als Tonglocken interpretiert, weil sie am Scheitel zwei kleine Löcher aufweisen, die zur Befestigung eines Klöppels gedient haben könnten. Solche Löcher besitzen auch mehrere Tonobjekte aus dem Palast von Knossos auf Kreta, die in mittelminoische Zeit (2000–1850 v. Chr.) datiert werden. Diese „Schafsglocken“ und Gefäße mit Henkeln und Hörnern, die als Stiersymbole gedeutet werden, hatten wohl kultische Bedeutung.

### China
China gilt als Ursprungsland der Glocken. Der chinesische Philosoph Lü Buwei (um 291 – um 235 v. Chr.) erwähnt in seinem Buch Lüshi chunqiu („Frühling und Herbst des Lü Buwei“), der mythische Huangdi (Gelber Kaiser) habe Mitte des 3. Jahrtausends v. Chr. befohlen, „zwölf Glocken zu gießen, die die harmonischen fünf Töne der Tonleiter ergeben, um eine herrliche Musik aufzuführen. Im mittleren Frühlingsmonat am Tage I Mao, als die Sonne im Zeichen Kui stand, wurde sie zum ersten Mal aufgeführt und erhielt den Namen Hiän Tsi.“
Die ältesten Glocken waren kleine Tongefäße (陶鐘 / 陶钟,  táozhōng – „Tonglocke“), etwa neun Zentimeter hoch und fünf Zentimeter im Durchmesser, die aus der Zeit um 3000 v. Chr. in der Provinz Henan gefunden wurden und zur Yangshao-Kultur gehörten. In der Provinz Shaanxi wurden aus der Longshan-Kultur stammende Tonglocken entdeckt, die um 2000 v. Chr. datiert werden und wie die späteren Bronzeglocken bereits eine elliptische Form besitzen. Andere kleine Glocken aus Ton, in deren Bienenkorbform am Schulterbereich zwei Löcher ausgespart sind, besitzen einen Handgriff und wurden durch einen Klöppel im Innern angeschlagen. Sie werden taoling oder nach den ähnlich geformten, späteren Bronzeglocken mit Klöppel ling genannt. Solche Glocken wurden aus dem 4. und 3. Jahrtausend v. Chr. unter anderem in den Provinzen Henan und Gansu gefunden. Das älteste bekannte Glöckchen aus Bronze wird auf etwa 2100 v. Chr. datiert. Es stammt aus einem Grab von Kesheng zhuang in der Provinz Shaanxi und gehört zur Longshan-Kultur. In Dahecun (Provinz Henan) wurden ähnlich aussehende Tonglocken und Bronzeglocken jeweils mit Klöppeln ausgegraben, die zur Erlitou-Kultur gehören und in das 19. bis 16. Jahrhundert v. Chr. datiert werden.

#### Zhong

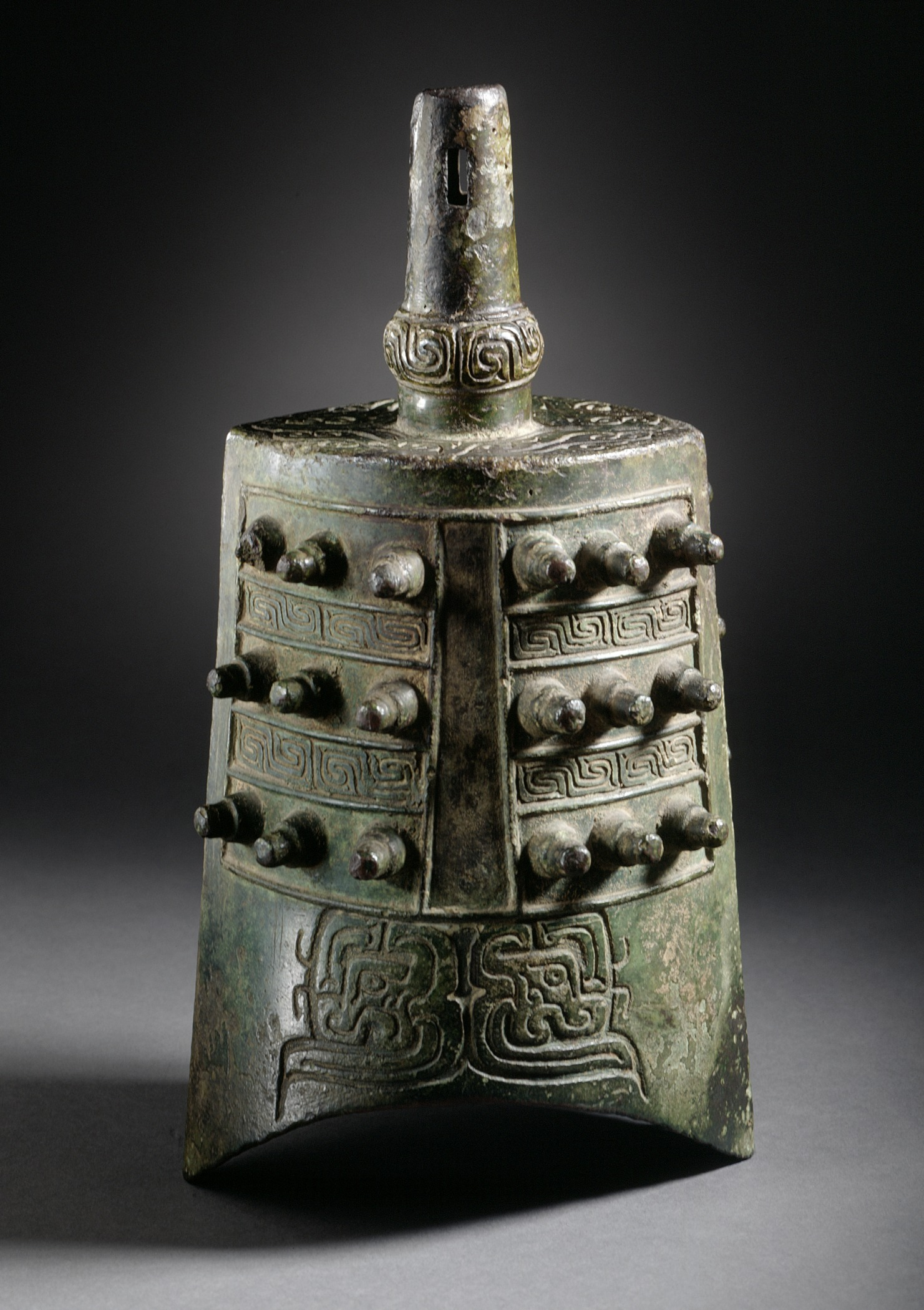
Ritualglocke zhong. Provinz Shaanxi, Späte Westliche Zhou-Dynastie (um 850–771 v. Chr.)

Während der Shang-Dynastie kamen im 15. Jahrhundert v. Chr. große Ritualglocken (鐘 / 钟,  zhōng – „Glocke“) in Gebrauch. Bis um 1000 v. Chr. wurden diese Glocken immer größer, bis eine Unterscheidung in tragbare Glocken und schwere Glocken, die in einem Gestell hingen, getroffen werden musste. Bis zum 5. Jahrhundert v. Chr. besaßen Glocken eine wesentliche Funktion in den staatlichen Orchestern, die bei konfuzianischen Ritualen spielten. Den hohen Stand der chinesischen Metallverarbeitung und einen ausgereiften musiktheoretischen Hintergrund zeigt das aus dem Grab des Markgrafen Yi von Zeng in der Provinz Hubei 1978 ausgegrabene Glockenspiel bianzhong. Es besteht aus 65 Glocken des Typs zhong: Die größte ist 153 Zentimeter lang und wiegt über 200 Kilogramm, die kleinste Glocke misst 20 Zentimeter. Der Guss der Glocken war so exakt auf den festgelegten Ton ausgeführt, dass nur wenige nachgestimmt werden mussten.
Die bis ins 3. Jahrhundert v. Chr. in der Zeit der Zhou-Dynastie hergestellten Ritualglocken zhong sind im Durchmesser ungefähr elliptisch, mit Spitzen an den Schmalseiten, und in der Ansicht kaum über eine zylindrische Form hinausgehend trapezoid. Die Öffnung ist nur wenig größer als die flache Oberseite, an der ein Stiel herausragt. Charakteristisch für die zhong ist die an den Breitseiten einwärts gebogene Unterkante. Die Oberflächen sind mit detailreichen, eingravierten Mustern und hervortretenden Verzierungen geschmückt. Die abstehenden Spitzen heißen mei („Brustwarzen“), sie sind in vier Feldern zu je neun (drei in einer Reihe) angeordnet und dienten vermutlich zur Feinstimmung. Auch jedes weitere Formdetail trägt einen Namen. Im Zhouli, einem Werk über Riten und Staatsführung aus dem 2. Jahrhundert v. Chr., wird die Glocke ausführlich mit den Namen ihrer Bestandteile beschrieben. Von den (Stand 1995) etwa 900 ausgegrabenen Exemplaren tragen knapp die Hälfte eine Inschrift. Die Glocken wurden nicht im Wachsausschmelzverfahren, sondern aus mehreren zusammengesetzten Tonformen hergestellt. Je nach Anschlagstelle bringt die zhong zwei Töne hervor: am Rand an der Breitseite angeschlagen den Ton sui und auf gleicher Höhe an der Schmalseite angeschlagen den Ton gu.
Die zhong wurden in der rituellen religiösen Musik (yayue) und in der staatlich-repräsentativen Musik (yanyue) eingesetzt. Die Glocken gaben die richtige Tonhöhe für die Musizierpraxis vor und wurden in ihrer normativen Rolle im höheren Sinn zu Bewahrern der Harmonie zwischen der menschlichen Gemeinschaft und der kosmischen Ordnung. Sie legten nicht nur wie eine Stimmgabel die Standardtöne der Tonskala fest, ihr Hohlraum war zugleich eine Volumenmaßeinheit für Getreide. Der als göttlich aufgefasste Klang der Glocke war das kosmische Prinzip, ihre Form das weltliche Maß der Dinge. Gu bezeichnete nicht nur einen Anschlagpunkt an der Glocke, sondern auch die Trommel und das Musizieren überhaupt. Dem Musikmeister Kui des legendären Urkaisers Shun (legendär 23. Jahrhundert v. Chr.) wird im „Buch der Urkunden“ (Shujing) ein Gedicht über die höfische Musik mit Harfe, Zither, Flöte, Trommel, Klapper und Glocke zugeschrieben. Kui, der sagenhafte Erfinder der Musik, wird als „Einbein“ beschrieben. Einbeinige, also „halbe Menschen“ sind in Ostasien Berg- und Buschgeister. Der Herrscher Shun befahl Kui, für eine harmonische Musik zu sorgen, bei der die Melodie der Instrumente, Gesang und Worte im Einklang sind, denn dann leben Menschen und Götter im Einklang.
Der Stiel (yong) der yongzhong genannten Variante besitzt nahe am Übergang zum Glockengefäß einen Wulst. An diesem wurde die yongzhong mittels eines ringförmig herumgeschlungenen Drahts in einer schrägen Position an einem Holzgestell (sunju) aufgehängt. Die kleinen Glocken wurden mit einem Holzhammer, die größeren mit einer langen Holzkeule angeschlagen. Der an der unteren Schmalseite angeschlagene Ton ist etwa eine kleine oder große Terz höher als am Anschlagspunkt an der Breitseite. Als Bronzelegierung verwendete man eine Mischung aus rund 81 Prozent Kupfer, 17 Prozent Zinn und 2 Prozent sonstige Beimengungen, hauptsächlich Blei. Die größte gefundene zhong-Glocke wurde während der Westlichen Zhou-Dynastie (um 1045–770) hergestellt. Sie misst 77 Zentimeter in der Höhe, 43 Zentimeter im Durchmesser und wiegt 90 Kilogramm. Sie ist auf die Töne dis1 und fis1 gestimmt.
Glocken wurden einzeln (te zhong) und als Glockenspiele (bianzhong) aus ähnlichen Glocken in unterschiedlichen Größen gespielt. Das älteste bekannte Glockenspiel stammt aus der Mitte des 10. Jahrhunderts v. Chr. und besteht aus drei Glocken. Das größte und berühmteste Glockenspiel wurde im Grab des Markgrafen Yi von Zeng aus dem Jahr 433 v. Chr. gefunden. Es besteht aus 64 Einzelglocken, die in drei Reihen übereinander an Holzbalken aufgehängt waren. Sein Tonumfang beträgt von C bis c4 fünf Oktaven. Schätzungen zufolge wurden in der Grabkammer rund 10,5 Tonnen Bronze zu Musikinstrumenten verarbeitet.

#### Weitere frühe Ritualglocken

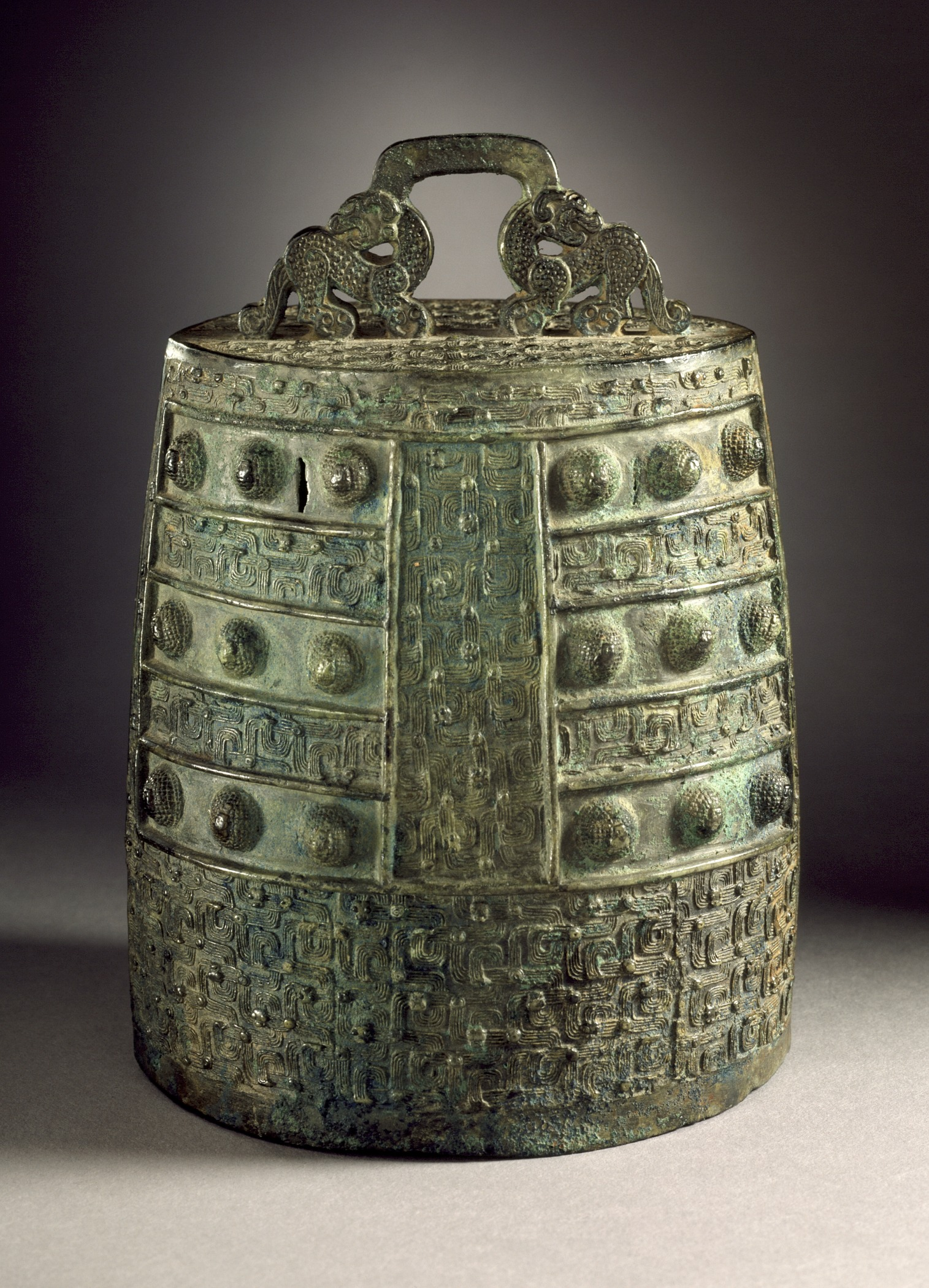
Runde Ritualglocke bó. Eventuell Shaanxi-Provinz, erste Hälfte 5. Jahrhundert v. Chr.

Ein in seiner Grundform der zhong ähnlicher Glockentyp wird in den Quellen bó oder bózhong genannt. Die Unterschiede zur zhong sind ein nahezu kreisrunder Durchmesser, weshalb nur ein Ton hervorgebracht werden kann, und ein gerader Rand. Anstelle des Stiels ist eine hufeisenförmige Öse (niu) angebracht, an der die Glocke senkrecht aufgehängt wird, woraus sich der Name niuzhong ergibt. Die Oberfläche ist mit Tierfiguren gestaltet, „Brustwarzen“ (mei) sind dagegen weniger und nur gering ausgeprägt vorhanden. Auch bó-Glocken konnten zu einem Glockenspiel arrangiert sein wie ein Fund aus der Provinz Shaanxi mit drei Glocken zeigt, deren Höhen 63,5 und 51,5 und 37,5 Zentimeter betragen. Diese ältesten Exemplare werden in den Beginn der Westlichen Zhou-Dynastie (ab dem 11. Jahrhundert v. Chr.) datiert. Ein 1976 ausgegrabener Depotfund bei Zhuangbai im Kreis Fufeng enthielt sieben, vermutlich als niuzhong identifizierbare Glocken, die vor den 770er Jahren abgelegt worden sein müssen. Sie sind zwischen 9,5 und 14,5 Zentimeter hoch. Ein Glockenspiel aus der Zeit der Frühlings- und Herbstannalen (771–481 v. Chr.) besteht aus acht, ein anderes aus 14 Glocken.
Die Glocken des Typs yong (auch da nao) besitzen einen Stiel, wurden also schräg aufgehängt, und sind mit Reliefs verziert. Zahlreiche Funde von der Shang-Dynastie bis zur Westlichen Zhou-Dynastie belegen diesen Glockentyp. Ein Exemplar aus dem 13./12. Jahrhundert v. Chr. wiegt 222 Kilogramm und ist etwa 104 Zentimeter hoch. Andere Funde sind halb so groß. Als umgedrehte, also mit der Öffnung nach oben aufgestellte, kleinere Version der yong wird der Typ nao, als Set biannao, beschrieben. Laut einem Kommentar zum Zhouli konnte die nao auch am Handgriff (bing) gehalten werden. Ein solches Glockenspiel aus der Shang-Dynastie, das in der Nähe von Anyang gefunden wurde, besteht aus fünf Glöckchen, deren Höhe 7,8 bis 11,5 Zentimeter beträgt.
Die bisher genannten Glocken sind klöppellos; andere, kleine Glocken mit Klöppel werden zusammenfassend als ling bezeichnet. Ling gehören zu den ältesten gefundenen Metallobjekten in China. Je nach Verwendungszweck unterschied man nach Namenszusätzen, etwa houling (Glöckchen für Hunde) von malin (Glöckchen für Pferde). Die mit der Hand geschüttelten ling kamen bei Ritualen im Ahnentempel zum Einsatz, sie waren auch an Wagen und Booten befestigt.

#### Frühe Signalglocken

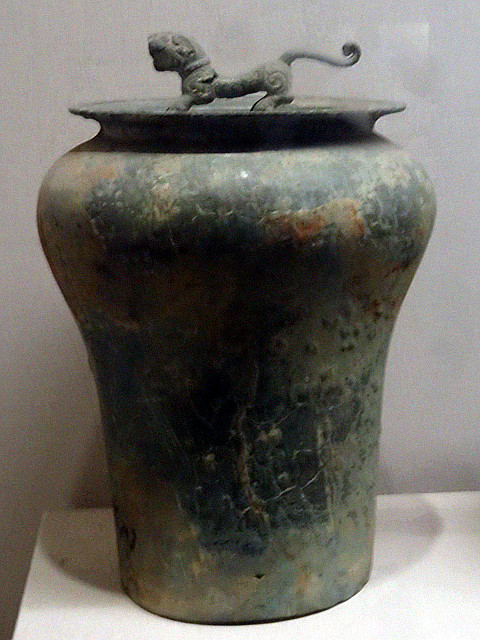
Chunyu im Chinesischen Nationalmuseum, Peking

Ein Text aus der Shang-Zeit legt nahe, dass es in der Armee Musiker gab. Die Anwesenheit einer Musikgruppe bedeutet für die Soldaten allgemein, dass sie sich in einem „gerechten Krieg“ befinden. Im Geschichtswerk Zuozhuan (4. Jahrhundert v. Chr.) heißt es, dass Glocken und Trommeln zu einem Kampfangriff gehören. Fehlen diese, handelt es sich um einen Einmarsch.
Die seit der Zeit der Frühlings- und Herbstannalen (ab etwa dem 7. Jahrhundert v. Chr.) vermutlich für Warnsignale bei Militäroperationen verwendete chunyu besitzt einen schlanken, zylindrischen Korpus, der sich im Scheitelbereich ausbaucht und wie eine Vase mit einem nach außen gebogenen Rand endet. Die gesamte Form ist schmucklos, dafür überspannt in vielen Fällen eine Tigerfigur als Haltegriff die flache Oberseite. In späterer Zeit, bis zum Beginn der Han-Dynastie (206 v. Chr. – 220 n. Chr.) wurde die chunyu zusammen mit anderen Instrumenten auch in der Ritualmusik verwendet. Stilistische Merkmale lassen die in Süd- und Zentralchina gefundene Glocke dem Ba-Staat zuordnen.
Weitere mittelgroße Glocken, die zur Signalgebung verwendet wurden, sind als dingning zhuo oder jin zhuo und zheng bekannt. Sie besitzen einen Handgriff, sind meist langgestreckt und in der Seitenansicht konisch. Der Name zheng taucht im Werk Guoyu (4. Jahrhundert v. Chr.) auf und bezieht sich auf einen häufig in den Provinzen Sichuan, Hubei und Anhui ausgegrabenen Glockentyp mit einer Länge von 25 bis 35 Zentimetern und einem Öffnungsdurchmesser von rund 15 Zentimetern.
Kleine und mittelgroße Signalglocken namens duo wurden mit und ohne Klöppel gefunden. In der Schrift Zhouli wird bei den Klöppelglocken zwischen Glocken mit hölzernem Klöppel (mu duo) und metallenem Klöppel (jin duo) unterschieden. Ein dumpferer oder härterer Klang hatte bei der Signalgebung eine unterschiedliche Bedeutung.

### Japan

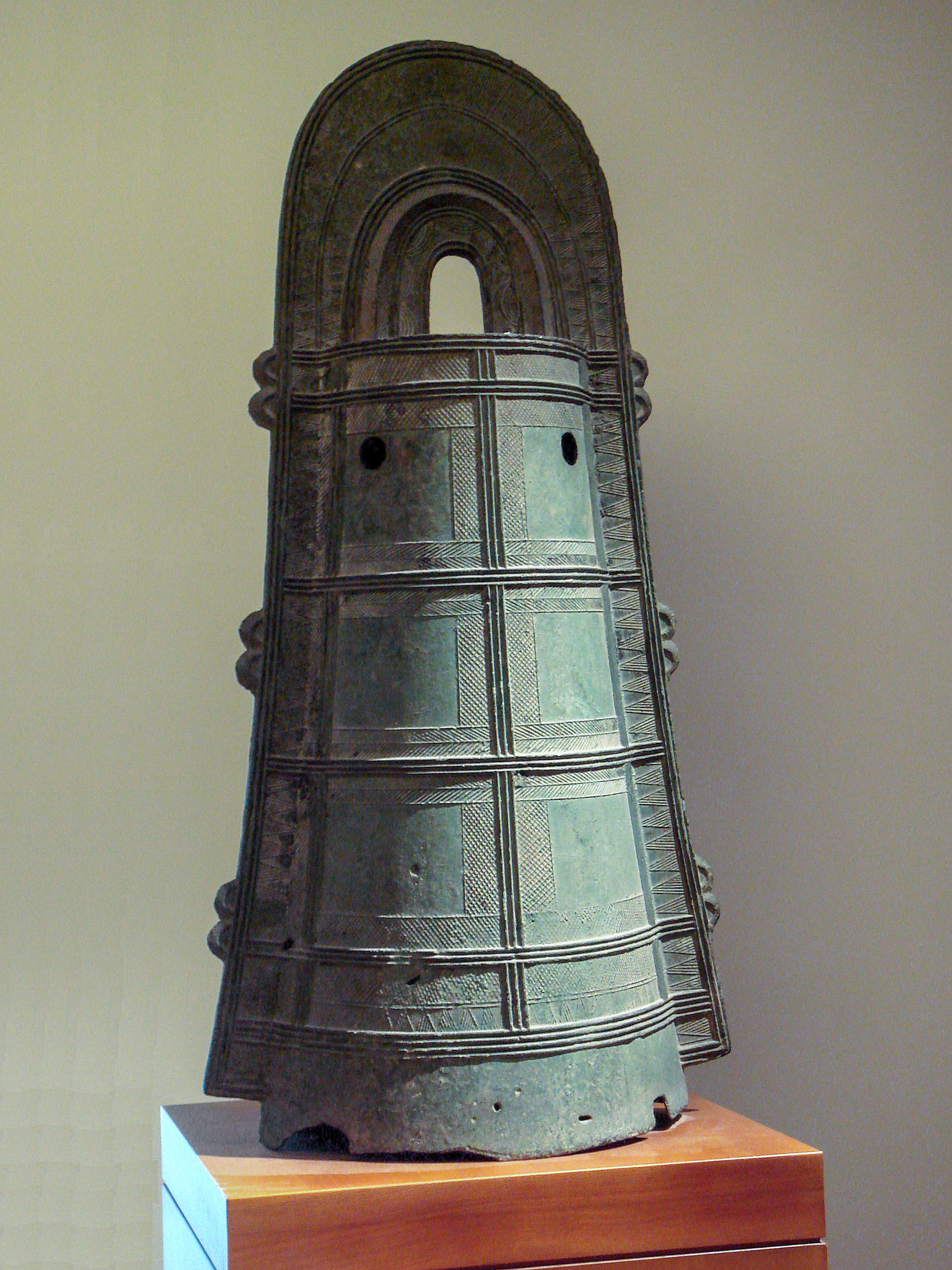
Dōtaku, 3. Jahrhundert n. Chr., Musée Guimet, Paris

Die älteste Glocke Japans ist die dōtaku, eine reich dekorierte Bronzeglocke mit einer schlanken, konischen Form. Sie wurde überwiegend während der Yayoi-Zeit ungefähr zwischen der Mitte des 3. Jahrhunderts v. Chr. und der Mitte des 3. Jahrhunderts n. Chr. hergestellt. Die Ähnlichkeit zur chinesischen zhong besteht im ungefähr elliptischen Durchmesser, der an den Schmalseiten in einer Spitze endet. Entlang beiden Schmalseiten verläuft ein abstehender Rand, der als Aufhängeöse über die flache Schulter hinausragt. Auffällig ist die Einteilung der Flanken durch Stege in rechteckige Flächen, die glatt oder flach reliefiert sind. Die seitlichen Ränder sind mit geometrischen Ornamenten und hervortretenden Spiralen verziert. Mehr als 400 Exemplare zwischen 10 und 130 Zentimetern Höhe sind bekannt, von denen die meisten aus dem Gebiet zwischen Kyōto und Nara stammen.
Wozu die dōtaku verwendet wurde, ist unklar. Abgesehen von den ältesten Fundstücken, die klein und kompakt sind, wurden die größeren Glocken dünnwandig und aus einer so weichen Legierung hergestellt, dass sie möglicherweise nicht als Musikinstrument dienten, sondern nur für Priester eine rituelle Funktion besaßen. Für die Verwendung bei magischen Ritualen spricht, dass die Glocken häufig einzeln oder in Gruppen auf Hügeln vergraben wurden, die wohl als heilige Plätze galten. Sollte dies die hauptsächliche Verwendung gewesen sein, so ist es naheliegend, dass die Glocken nur an entlegenen Plätzen gefunden wurden, denn ein nachfolgender Herrscher wird ein Interesse gehabt haben, die magischen Objekte des von ihm eroberten Staatswesens zu zerstören. Dies würde auch das plötzliche Verschwinden der Glocken nach dem 3. Jahrhundert erklären.

### Buddhistische Glocken

#### Große Glocken
Mit der langsamen Ausbreitung des Buddhismus in China in den ersten nachchristlichen Jahrhunderten und des Daoismus bildeten sich bestimmte Glockentypen heraus, die für die Kultpraxis dieser Religionen geeignet waren, namentlich fozhong (etwa „Buddhanatur-Glocke“) oder fanzhong und daozhong („daoistische Glocke“). Auf dem Gelände eines buddhistischen Tempels in Ostasien hängen große Glocken immer in einem offenen Pavillon oder einem separaten Turm dicht über dem Boden, damit sie in einer Ritualhandlung vom Mönch oder den Gläubigen mit einer Holzstange kräftig am unteren Rand angeschlagen werden können. Die Glocken sind durchschnittlich bis zu zwei Meter hoch, einzelne Exemplare der buddhistischen Glocken, die vor allem in Japan gebräuchlich sind, können um einiges größer sein. Die Herstellung von teilweise riesigen Glocken geht auf die Vorstellung zurück, dass mit ihrem Klang eine spirituelle Kraft ausstrahlt. Die Bedeutung der Glocke wächst mit deren Gewicht.
Glockenklänge künden im Tempelalltag von guten Taten und gelten als glückverheißend. Typisch ist die Beschreibung des Tagesablaufs in einem buddhistischen Kloster im Mekongdelta in Vietnam. Um 4 Uhr 30 weckt das Schlagen der großen Glocke (dai hong chung) das Stadtviertel. Bis die Mönche ihre Gesänge und Meditationsübungen beendet haben, sind 108 Glockenschläge (im Buddhismus die Zahl der weltlichen Illusionen) verklungen. Danach folgt die morgendliche Waschung. Gewisse buddhistische Verse werden stets mit Begleitung der großen Glocke oder der großen Trommel (trong bat nha) gesungen.

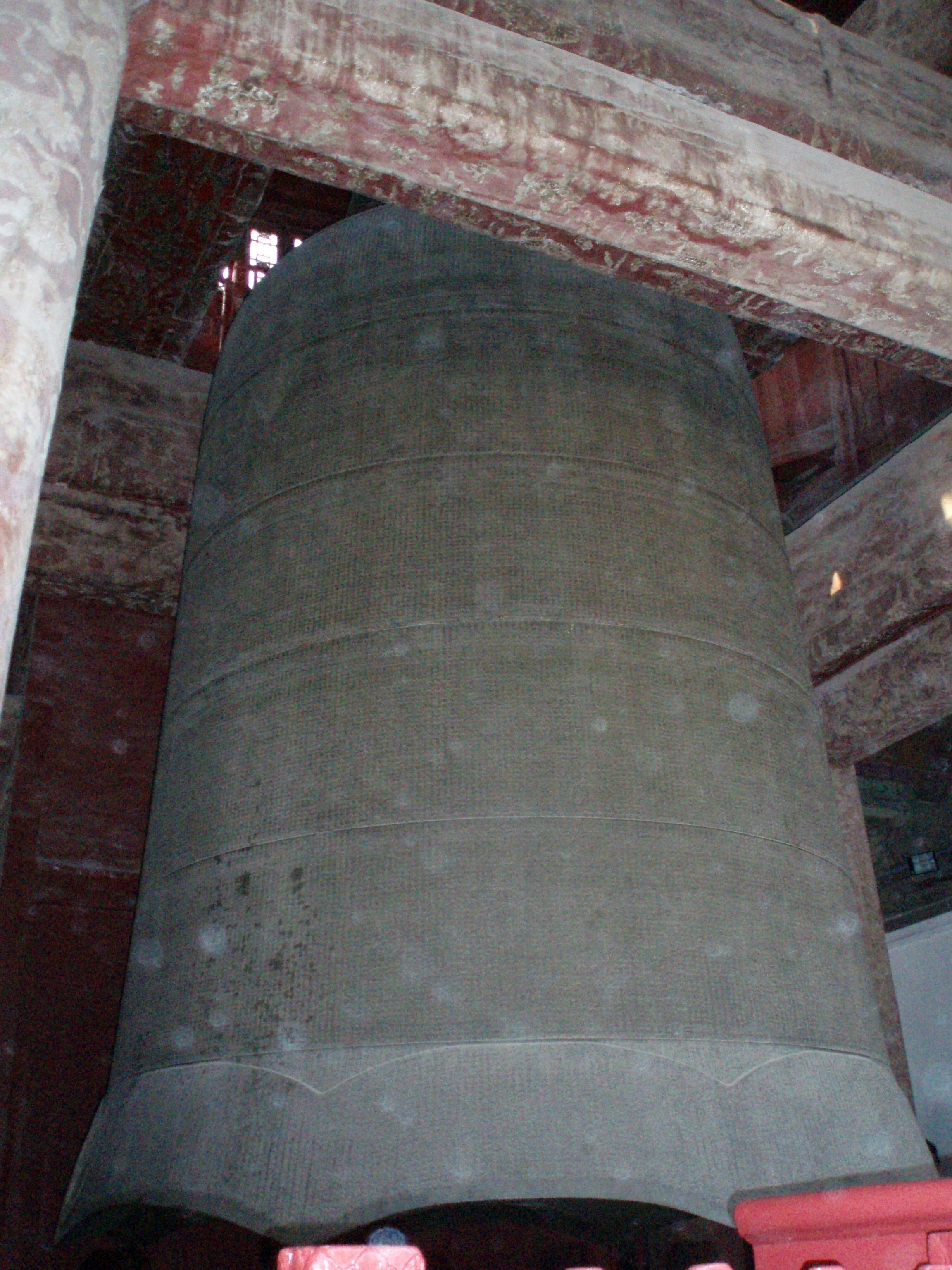
Yongle-Glocke, 1420er Jahre, im Tempel der Großen Glocke in Peking

Viele chinesische Tempelglocken wurden durch kaiserliche Stiftungen finanziert, weil einige Kaiser gläubige Buddhisten waren. Besonders bekannt ist der Tempel der Großen Glocke in Peking, der die nach dem Ming-Kaiser Yongle (reg. 1402–1424) benannte Yongle-Glocke beherbergt. Sie ist knapp 7 Meter hoch, hat einen Öffnungsdurchmesser von 3,3 Metern und wiegt 47 Tonnen. Die gesamte Außenseite ist mit über 220.000 Schriftzeichen bedeckt, die 17 buddhistische Lehrreden (Sutras) wiedergeben.
Japanische Glocken haben chinesische Vorbilder. Die älteste buddhistische Glocke in Japan wurde 575 n. Chr. zur Zeit der Südlichen und Nördlichen Dynastien (420–581) gegossen. Die großen japanischen Tempelglocken bonshō (auch tsurigane) hängen in einem eigenen Glockenturm auf dem Tempelgelände. Sie werden von den Mönchen mit dem Ende eines langen Rundholzes angestoßen, das an zwei Seilschlaufen schwingend neben der Glocke aufgehängt ist. Der voluminöse, lange nachklingende Glockenton markiert die Tageszeiten und bringt damit eine quasi höhere Ordnung in den Tagesablauf. Mit 108 Glockenschlägen begehen japanische Buddhisten den Jahreswechsel. Acht Schläge im alten und 100 Schläge nach Mitternacht im neuen Jahr sollen die Illusion der weltlichen Erscheinungen vertreiben.
Die größte funktionsfähige Glocke auf der koreanischen Halbinsel befindet sich heute im Nationalmuseum der südkoreanischen Stadt Gyeongju: Die Glocke des Königs Seongdeok, der von 702 bis 737 über das Reich Silla herrschte, ist 3,75 Meter hoch, besitzt einen Öffnungsdurchmesser von 3,27 Metern und wiegt 18,9 Tonnen. Die 1726 in einem Tempel gegossene Glocke von Pjöngjang in Nordkorea trägt Abbildungen von Buddha, Bodhisattvas und den vier Himmelskönigen (Lokapalas). Im 19. Jahrhundert wurde sie in weltlicher Funktion geschlagen und signalisierte die tägliche Öffnung und Schließung des Stadttores.
In Myanmar wird an vielen Tempeln anstelle der großen Glocke eine aufgehängte Schlagplatte kyizi zum Klingen gebracht. Nachdem Gläubige vor einem Altar Geld in einen Kasten gespendet haben, schlagen sie die kyizi oder ein Mönch murmelt nach der Spende Segenssprüche und übernimmt das Schlagen. Glocken oder kyizi signalisieren ferner Gebets- und Essenszeiten und die Zeit der abendlichen Bettruhe. Wann in Myanmar die ersten Glocken gegossen wurden, ist nicht bekannt. Es gab große Glocken spätestens seit der Blütezeit von Bagan (11.–13. Jahrhundert). Die Form der burmesischen Glocken (und der kyizi) erinnert an den Hauptteil des buddhistischen Stupa (Sanskrit anda), der auf Burmesisch entsprechend kaung laung, „Glocke“ heißt. Spätestens zur Blütezeit von Bagan (11.–13. Jahrhundert) gab es Glocken, die bis heute in Myanmar auf meisterhaftem handwerklichem Niveau im Wachsausschmelzverfahren (cire perdu) hergestellt werden. Die berühmteste burmesische Glocke ist die Mingun-Glocke, die zwischen 1808 und 1810 angefertigt wurde. Eine weitere berühmte Glocke ist die Mahaghanta-Glocke auf der Plattform der Shwedagon-Pagode. Der Name bedeutet „große zärtliche (wohlklingende) Stimme“. Sie wurde zwischen 1775 und 1779 hergestellt, ist 3,5 Meter hoch und wiegt 23,3 Tonnen.

#### Kleine Priesterglocken

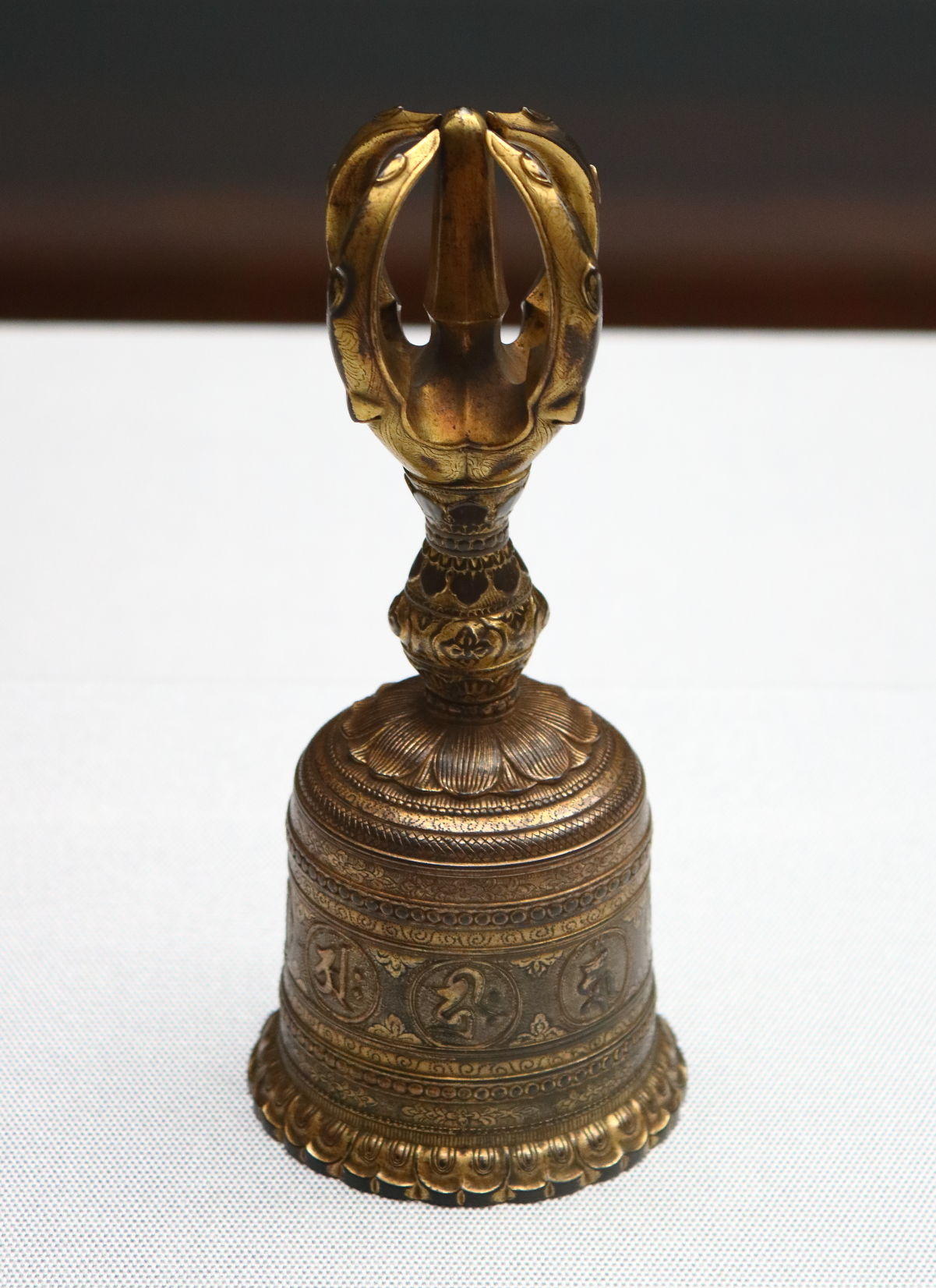
Buddhistisches Handglöckchen in Japan

Neben den Tempelglocken werden kleine Handglöckchen in buddhistischen Ritualen verwendet. Keine Glocken, sondern bronzene Klangschalen sind die rin, die in Japan eine hohe Wertschätzung erfahren. Ein europäischer Reisebericht von 1884 schildert, wie Mönche ihre bei der Andacht gemurmelten Mantras durch Schläge auf die rin unterbrechen, die einen angenehmen, sphärischen Klang produzieren. Die Klangschalen hießen in der Song-Zeit (960–1279) in China tongbo und später zuoqing. Auf dieselbe Weise gebrauchen chinesische Buddhisten yinqing genannte Schellenstäbe. Die halbkugelförmigen Schellen sind auf das Ende eines rund 30 Zentimeter langen Holzgriffs montiert und werden mit einem dünnen Nagel angeschlagen.
In der tibetischen Kultmusik werden Stielhandglocken (Sanskrit ghanta, tibetisch dril-bu) eingesetzt. Sie läuten die Gebetszeiten ein und symbolisieren das weibliche Prinzip der absoluten Reinheit. Eine tibetische Stielhandglocke wird in der linken Hand mit dem Klöppel nach unten gehalten, ihr männliches Gegenstück, der „Donnerkeil“ vajra (tibetisch dorje), in der rechten Hand. Symbolisch steht der Klang der Glocke für die Vergänglichkeit und der harte Donnerkeil für die Ewigkeit. Tibetisch-buddhistische Mönche unterscheiden zwischen Instrumenten der religiösen Kultmusik, zu denen neben den dril-bu die großen Paarbecken rol-mo gehören, und solchen der privaten Meditation. Ausschließlich in der vorbuddhistischen Bön-Religion wird die flache schalenförmige Handglocke gshang verwendet. Der Bön-Priester schüttelt sie bei Ritualen mit der rechten Hand und dem Klöppel nach oben.

### Indien

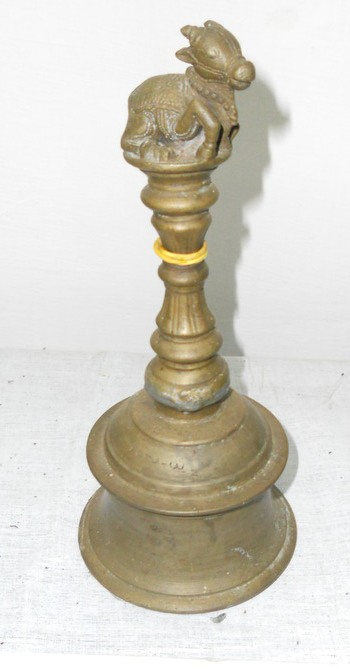
Stielhandglocke ghanta aus Kerala mit Shivas Reittier, dem Stier Nandi

Die in Tempeln hängende große Priesterglocke ghanta (auch gante) gehört zu hinduistischen Tempelritualen (puja) im indischen Kulturraum. Neben der männlichen Form ghanta für hängende Glocken kann die weibliche Form ghanti – neben ghanta – in nordindischen Sprachen kleine Handglocken bezeichnen. Ritualglocken gelangten in früher Zeit von Indien nach Tibet. In Indien sind Schellen (Fußschellen ghungru) und kleine Glocken, die anfangs in Ritualen der vedischen Religion verwendet wurden, seit ungefähr dem 6. Jahrhundert v. Chr. bekannt. Sie sind zusammen mit Gongs und anderen Musikinstrumenten auf Reliefs an den Stupas von beispielsweise Sanchi, Bharhut, Mathura und Amaravati ab dem 3. Jahrhundert v. Chr. und an frühmittelalterlichen Hindutempeln abgebildet.
Stielhandglocken (seltener Flachgongs) werden bis heute in den täglichen Ritualen im Tempel verwendet. Bei Priesterritualen in Hindutempeln dürfen nur metallene Idiophone (Sanskrit ghana vadya, „feste Musikinstrumente“) verwendet werden, Trommeln gelten wegen ihrer Membran aus Tierhaut als unrein. Die aus Legierungen von Kupfer, Zinn und Silber hergestellten Handglocken haben die Form einer Tulpenblüte. Teilweise besitzen die Handglocken einen aufwendig mit Götterfiguren verzierten Griff. Der Priester schüttelt im Tempel die ghanta, wenn er durch Mantras die Götter herbeiruft oder eine Reinigungszeremonie durchführt. Für denselben Zweck verwendet sie der Spielführer in manchen Ritualtheatern (etwa beim Tholpavakuthu). Andere kleine Glocken (Tempelglocken) hängen an den Eingängen der Tempel, damit Gläubige beim Betreten den Gott anrufen, an den sie ihr Gebet richten wollen.

### Südostasien
Die Bronzeglocken in Südostasien gehen auf einen älteren südchinesischen und einen jüngeren indischen Einfluss zurück. Zu den älteren Bronzefunden, welche der von Südchina ausgehenden Dong-Son-Kultur zugeordnet werden, gehören die nach ihr benannten Dong-Son-Trommeln mit einer Bronzeplatte anstelle einer Membran, weshalb sie instrumentenkundlich als Kesselgongs bezeichnet werden. Dieser Kultur werden die Funde von Bronzeglocken zugeordnet. Drei klöppellose Bronzeglocken, die um 1905 auf der Malaiischen Halbinsel (Bundesstaat Selangor) gefunden wurden, besitzen eine für Kesselgongs typische Gravierung mit Sägezahn- und Spiralmustern und werden an den Beginn der Frühen Han-Dynastie (2. Jahrhundert v. Chr.) datiert. Eine der zuckerhutförmigen Glocken misst 40 Zentimeter in der Höhe und 23 Zentimeter als größten Durchmesser, eine andere 56 und 29 Zentimeter. Weitere als klöppellose Glocken identifizierte Objekte aus Funan werden in das 1. bis Anfang 3. Jahrhundert datiert. Die drei malaysischen Glocken erhielten aus unklaren Gründen von den Forschern den Beinamen „Elefantenglocken“, obwohl eine Verwendung in diesem Zusammenhang nicht belegt ist. Eine Assoziation besteht zu Glocken aus Teakholz, die Beschreibungen um 1900 zufolge Arbeitselefanten in Myanmar trugen. Aggressiven Elefanten hängte man eine lauter klingende Bronzeglocke um. Andere runde, quadratische oder flache Viehglocken aus (Palm-)Holz oder einer Fruchtschale und einem hölzernen Klöppel sind aus ländlichen Regionen überliefert (malaiisch keretok, thailändisch ki-tong).
Unter den aus Schiffswracks in den Gewässern des Malaiischen Archipels geborgenen Bronzefunden befanden sich Zimbeln, Flachgongs, Schellen und Glocken (Handglocken und hängende Glocken), die aus dem 9. bis 13. Jahrhundert stammen. In der Zeit bis zum 17. Jahrhundert überwogen Buckelgongs anstelle der Flachgongs. Die gefundenen Handglocken waren indische ghanta. Mit der Ausbreitung des Buddhismus und Hinduismus in den ersten nachchristlichen Jahrhunderten gelangten die im religiösen Kult verwendeten indischen Handglocken nach Südostasien. Mit Götterfiguren verzierte ghanta wurden aus der Zeit des Khmer-Reichs von Angkor und vor allem vom 8. Jahrhundert bis zum Beginn der islamischen Zeit in Indonesien gefunden. Neben Shiva und Nandi ist am Stiel der indonesischen ghanta der Donnerkeil vajra oder das Sonnenrad chakra dargestellt. Die Glocke selbst ist unverziert und hat die Form eines Stupa. Auf Java sind diese Glocken seitdem verschwunden, während sie auf der Insel Bali mit einer überwiegend hinduistischen Bevölkerung noch in ihrer ursprünglichen Funktion gebraucht werden.

### Vorder- und Zentralasien

#### Antike

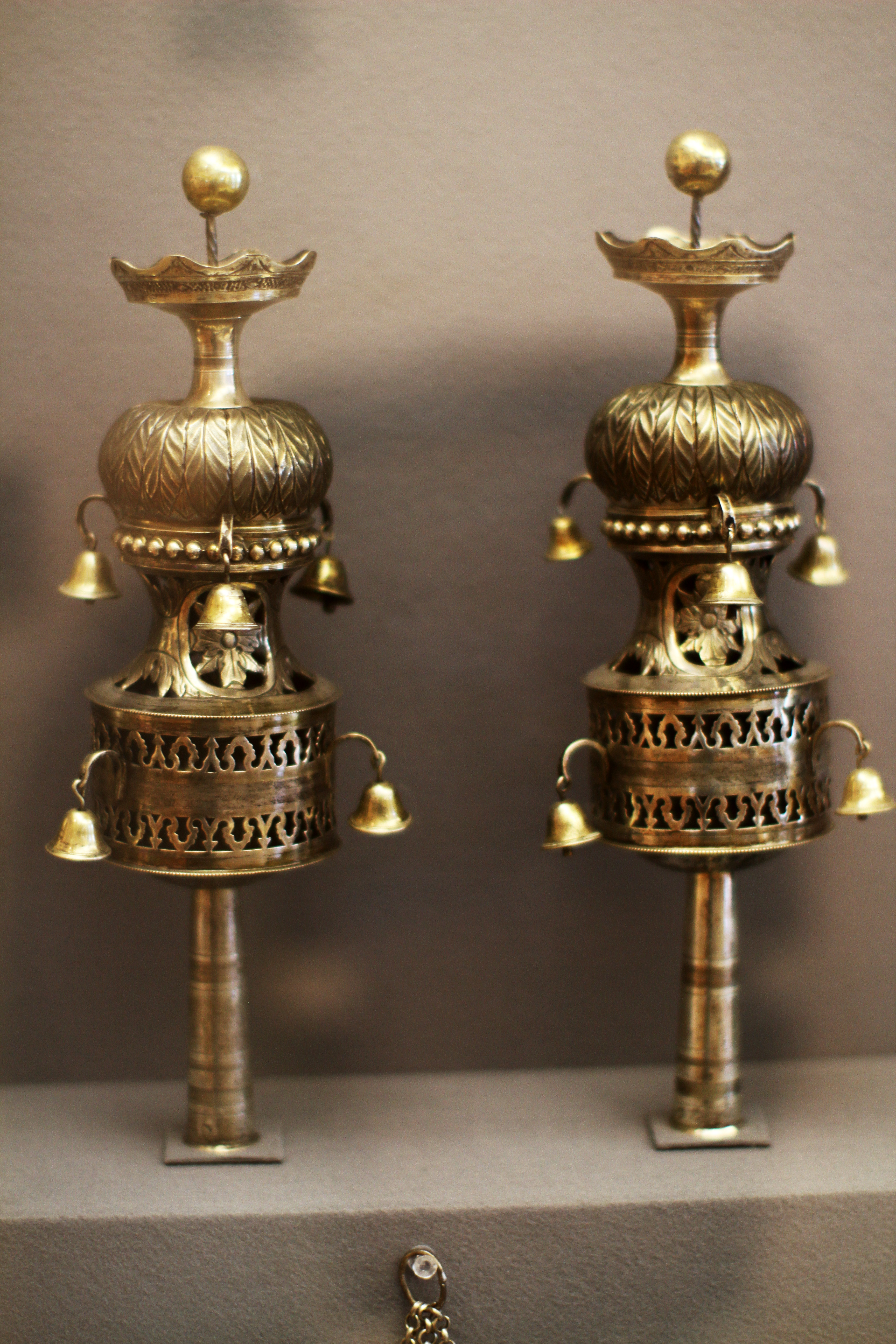
Rimonim, Aufsatz auf einer Torarolle. Kunstvoll gestaltetes jüdisches Ritualobjekt mit Granatapfel und Glöckchen, altorientalischen Symbolen für lebensspendende Kraft und Abwehr von Unheil.

Bronzeglöckchen, mit denen vermutlich Pferde behängt waren, tauchen frühestens im 12. Jahrhundert v. Chr. in einem Gebiet vom Norden des Iranischen Hochlandes bis zum Südkaukasus auf. Sie gehörten vermutlich Reiternomaden, die mit Packpferden unterwegs waren. Die Pferde assyrischer Herrscher waren ab dem 9. Jahrhundert v. Chr. mit mehreren Glöckchen behängt. Bis zum 5. Jahrhundert v. Chr. hingen einzelne Glöckchen an Pferden und Kamelen im gesamten Orient bis zum Balkan. Besonders bei Pferden in der Schlacht sollten sie eine magische Schutzwirkung entfalten. Die Funktion eines Glöckchens, das aus dem hypostylen Saal auf der griechischen Insel Delos stammt, wird durch ein Wandbild eines anderen antiken Hauses auf Delos belegt. Das Glöckchen ist mit Öse acht Zentimeter hoch und gehört wohl in die Zeit zwischen der Fertigstellung des Saals 208 v. Chr. und der ersten Zerstörung der Stadt 88 v. Chr. Das Wandbild zeigt ein ebensolches Glöckchen am Hals eines Schweins, das zum Opferplatz geführt wird. Für eine solche kultische Verwendung muss dem Glöckchen eine unheilabwehrende Bedeutung zugesprochen worden sein.
Bei den Turkvölkern und Mongolen war es üblich, Schellen aus zwei unterschiedlich geformten Halbschalen am Pferdegeschirr zu verwenden, sodass die eingeschlossenen Kügelchen zwei Töne hervorbrachten. Pferdeglöckchen wurden im gesamten Römischen Reich in großer Zahl ausgegraben. Die Schellenklänge von langsam schreitenden Kamelen gaben im Persischen einem bestimmten Trommelrhythmus der klassischen persischen Musik den beschreibenden Namen zang-e schotor („Kamel-Glocken[rhythmus]“). Als zang werden Glöckchen, Schellen oder Fingerzimbeln bezeichnet.
Die ältesten Abbildungen von Schlaginstrumenten erscheinen in Mesopotamien zur gleichen Zeit wie Saiteninstrumente (Harfen und Leiern). Auf Siegelabrollungen der Ur-I-Zeit sind ab der Mitte des 3. Jahrtausends v. Chr. Klappern (Gegenschlagstäbe) vermutlich aus Holz oder Horn zu sehen, die Tänzerinnen zu ihrer rhythmischen Begleitung schlagen. Metallklappern mit Handgriff aus dieser Zeit wurden in den Königsgräbern von Ur stets paarweise gefunden und werden deshalb als Zweihandklappern bezeichnet. Im 2. Jahrtausend war die Rahmentrommel das meistverwendete Schlaginstrument, ebenso im 1. Jahrtausend v. Chr., als von den übrigen Schlaginstrumenten nur noch flache tellerförmige Gegenstände erkennbar sind, die als Becken gedeutet werden. Die ersten Glocken bestanden aus Ton, spätere aus Bronze oder anderen Metallen und waren mit symbolischen Zeichen verziert. Glocken im 1. Jahrtausend v. Chr. besaßen meist eine unheilabwehrende Bedeutung, weshalb sie von Priestern an einer Schnur um den Hals getragen wurden.
Kreisrunde Rahmentrommeln, wie sie in Mesopotamien verwendet wurden, kommen im Alten Testament wie in ugaritischen Texten unter dem Namen tof vor. Die ugaritische und phönizische Sprachwurzel pʿm steht ebenfalls häufig im Alten Testament, darunter in einigen Fällen in der Bedeutung „stoßen“, „schlagen“ (hebräisch paʿām, „Schlag“) und für die nicht ganz gesicherte Ableitung paʿāmon. Dabei handelt es sich um Schellen oder Glöckchen am purpurnen Gewand, welches die Hohepriester trugen. Laut 2. Mose 28,33f  waren am Saum des Priestergewandes (Efod) abwechselnd Granatäpfel und goldene Glöckchen angebracht. Glöckchen am Gewandsaum trug bereits im 15. Jahrhundert v. Chr. ein assyrischer Gesandter und in der römischen Zeit ein Hohepriester.
Die in Palästina ausgegrabenen, ältesten Bronzeglöckchen stammen aus Megiddo und werden in das 9./8. Jahrhundert v. Chr. datiert. Ihre Höhe beträgt 2,5 bis 6,5 Zentimeter. Die meisten Glöckchen des 1. Jahrtausends v. Chr. in dieser Region wurden in den Gebieten der Philister und Phönizier hergestellt. Über 65 als Zierrat an der Kleidung gedachte Glöckchen wurden aus der hellenistisch-römischen Zeit gefunden. Ab ungefähr dem 10. Jahrhundert v. Chr. finden sich in Vorderasien auch Bronzeglöckchen, die naturgetreu der Form von Granatäpfeln nachempfunden sind. Vielleicht sollten die Glöckchen die magische (lebensspendende) Kraft der Granatäpfel übernehmen oder an die zuvor als Glöckchen verwendeten, getrockneten Früchte erinnern.
Nach 1. Könige 7,18  galt der Granatapfel bereits im Tempel Salomos als Fruchtbarkeitssymbol. Die magische Funktion der Glöckchen an der Kleidung wurde auf die Glocken am Eingang des Heiligtums bezogen. Dort waren sie zunächst als Abwehr gegen böse Mächte gedacht. Gemäß Exodus 28,35  sollte mit dem Klang der Glöckchen der herannahende Hohepriester zu hören sein, „wenn er in das Heiligtum vor den Herrn hintritt und wenn er wieder herauskommt; sonst muss er sterben.“ Für den Geschichtsschreiber Flavius Josephus (37/38 – nach 100) entsprach der Klang der Glocke dem Donner, der sich als Erscheinung des Herrn darstellte. Im Granatapfel sah er den Blitz. Die apotropäische Bedeutung der Glocken überwog noch Jahrhunderte später gegenüber den für die Musikausübung eher bescheidenen Möglichkeiten.
In neuassyrischer Zeit (ab dem 9. Jahrhundert v. Chr.) sollten Glocken häufig unheilbringende Kräfte abwehren. Die meisten der rund 100 neuassyrischer Glocken im Besitz des British Museum ergrub Austen Henry Layard im 19. Jahrhundert in Nimrud. Sie sind bienenkorbförmig, haben mittig eine kreisförmige Öse zum Aufhängen und einen Wulst am unteren Rand. Bei manchen dieser Glocken aus dem 9./8. Jahrhundert ist der Klöppel noch erhalten. In der Zeit Nebukadnezars wurden den Göttern in Babylon Tonfiguren, die Musikanten oder Frauen mit Kindern darstellen, als Weihegeschenke dargebracht. Hierzu gehörten auch Nachbildungen von Glocken und anderen Gegenständen aus Ton. Tonglocken wurden vermutlich auch bei Kulthandlungen eingesetzt.

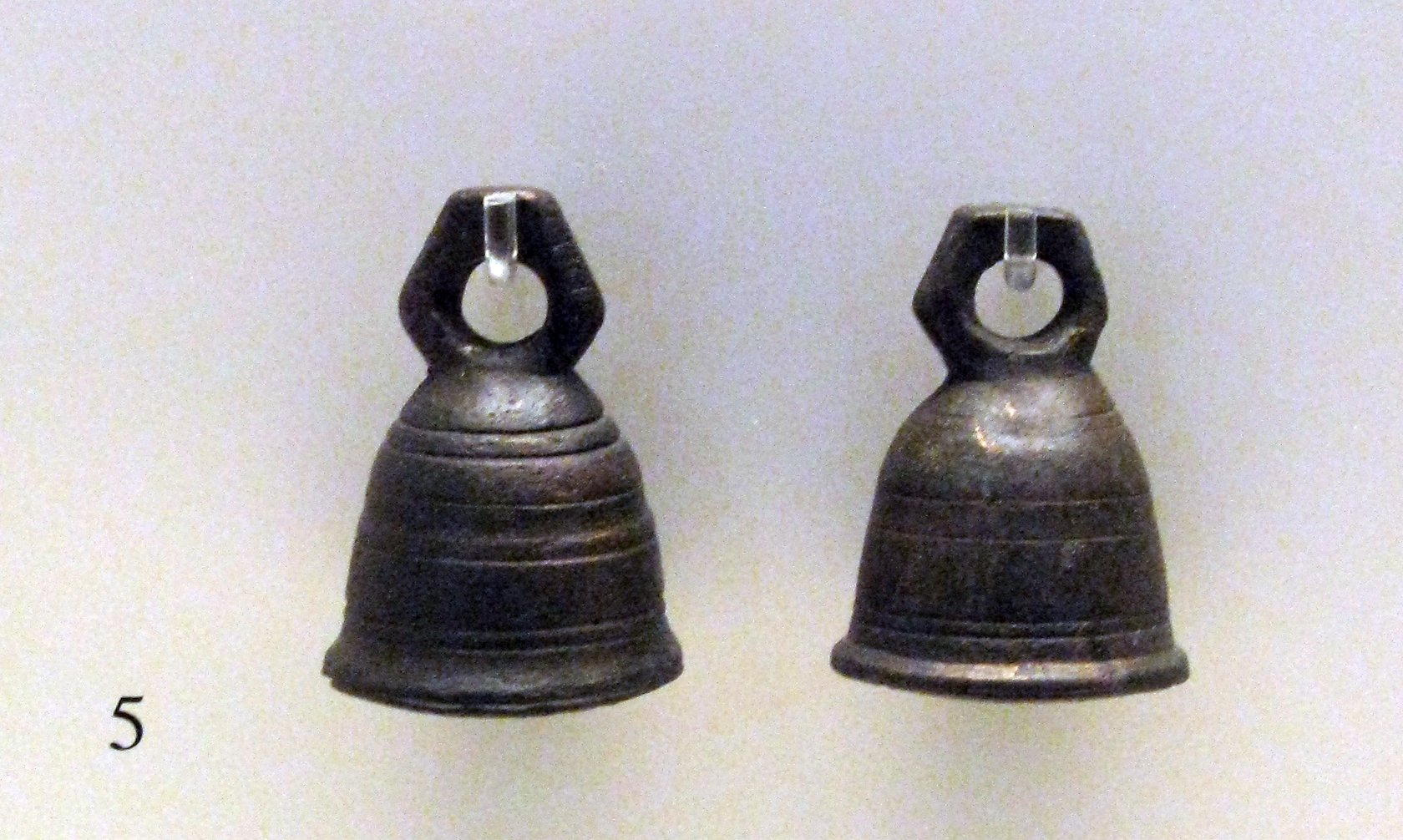
Apotropäische Glöckchen aus römischer Zeit, Bronzelegierung. Archäologisches Nationalmuseum, Athen.

Die meisten Glocken aus Mesopotamien sind unverziert. Auf einem 9,5 Zentimeter hohen, neuassyrischen Glöckchen des 7. Jahrhunderts v. Chr. sind die Figuren der Götter Ea, Nergal und Ninurta zu erkennen. Ein im Vorderasiatischen Museum in Berlin aufbewahrtes Exemplar einer Glocke mit Klöppel aus neuassyrischer Zeit (Aššur, 8./7. Jahrhundert v. Chr.) ist als „Glocke für magische Zwecke“ bekannt. Die Bronzeglocke selbst ist etwa zehn Zentimeter hoch und hat einen Durchmesser von sieben Zentimetern. An zwei Ösen ist ein runder Drahtbügel befestigt, sodass sich eine Gesamthöhe von rund 30 Zentimetern ergibt. Das Gewicht beträgt 700 Gramm. Die Glocke ist bienenkorbförmig (zylindrisch, mit einer aufgesetzten, halbkugelförmigen Schulter). Die Zylinderfläche ist umlaufend mit sieben Götterreliefs gefüllt (Lulal, ein Nachkommen von Inanna; der fischförmige Abgal und fünf Figuren Ugallus, des löwenköpfigen Sturmdämons). Auf der abschließenden Halbkugel blicken zwei Schildkröten und zwei Reptilien mit den Köpfen in der Mitte zueinander. Die beiden Schildkröten repräsentieren den Gott Enki, die Reptilien ähneln dem Schlangendrachen Mušḫuššu und verkörpern somit vermutlich den Gott Marduk. Die Glocke wird als magisches Objekt in der Hand eines Priesters zur Beschwörung von Dämonen interpretiert und ist in ihrer Gestaltung einzigartig.
Glöckchen, die Götter zeigen, sind auch aus dem Alten Ägypten bekannt. Dargestellt sind unter anderem die Götter Anubis, Apis, Bes und Horus. Hans Hickmann (1956) teilte die ab dem 9./8. Jahrhundert v. Chr. (Ende 22. bis Anfang 25. Dynastie) bekannten altägyptischen Glocken nach der Form in fünf Gruppen, um auf ihre große Vielfalt hinzuweisen: 1) Glocken mit kreisförmiger Öffnung, von denen die bienenkorbförmigen die ältesten sind, mit und ohne Stiel. Hierzu gehören ferner eiförmig-ovale Glocken, mit und ohne Öse, konisch-kegelförmige mit und ohne Öse, sowie verschiedene konische Formen, 2) Glocken mit ovalem Grundriss, dazu becherförmige, konische, dreieckige und trapezförmige, 3) Glocken mit sechseckigem Grundriss, 4) Glocken mit achteckigem Grundriss und 5) Glocken mit rechteckigem oder quadratischem Grundriss, ebenfalls in unterschiedlichen Seitenansichten.

#### Islamische Zeit
In der islamischen Zeit ist zwar in der Literatur gelegentlich von Glocken oder Glöckchen die Rede, sie waren aber getreu einem Ausspruch, der vom Propheten Mohammed überliefert ist, wenig beliebt. Mohammed soll über die in vorislamischer Zeit im Vorderen Orient an den Hälsen von Lasttieren hängenden Glöckchen (arabisch dscharas) nicht erfreut gewesen sein, denn Engel würden solcherart Geräusche produzierende Karawanen meiden. Dennoch ist in der islamischen Buchmalerei des 13. Jahrhunderts, etwa in den Maqāmāt des al-Hariri, häufig eine Militärkapelle dargestellt, die mit einer großen Anzahl von Röhrentrommeln (tabl), Kesseltrommeln (naqqāra) zylindrischen Trompeten (nafīr), konischen Trompeten (būq), Kegeloboen (surnā), Becken (sunūdsch), Gongs (tusūt) und Glocken (arabisch Plural dschalādschil, Singular dschuldschul) zur Repräsentation des Herrschers und als Ansporn der eigenen Soldaten auftritt. Dschalādschil heißen auch die Schellen an Tieren und an Rahmentrommeln (persisch zang-i daf). Der Name dschuldschul für Tierglocken hat sich abgewandelt im südlichen Europa erhalten: neben dem spanischen cencerro im Baskenland als zinzerri und in Sizilien als cianciana. Im 1918 veröffentlichten Katalog der amerikanischen Musikinstrumentensammlung Stearns Collection ist eine zang-i dschāmi („Glocke der Freitagsmoschee“) benannte Eisenglocke gelistet, deren Durchmesser und Höhe 17 Zentimeter betragen.
Die unter islamischer Herrschaft lebenden Christen unterlagen gewissen Restriktionen bei der Ausübung ihres Glaubens. Der Islamgelehrte Abū Yūsuf (729/731–798) erwähnt in seinem Kitāb al-Ḫarāǧ („Buch über die Grundsteuer“), dass es den Christen verboten war, Glocken oder ein Holzbrett (nāqūs, Plural nawāqīs) vor oder während der islamischen Gebetszeiten zu schlagen. Ibn ʿAbdūn, der Verwalter von Sevilla Anfang des 12. Jahrhunderts, verfügte in allen muslimischen Gebieten ein Verbot, Glocken zu läuten (darb al-nawāqīs). Diese sollten nur noch in christlichen Ländern gehört werden dürfen. Ähnlich äußerte sich im 13. Jahrhundert al-Saqatī in Málaga, der das öffentliche Läuten von Glocken (dscharas) verbot. Wie der Muezzinruf (adhān) für die Muslime galt Glockenläuten als machtvolles Zeichen für die Anwesenheit einer christlichen Gemeinde und nach der Reconquista auf der Iberischen Halbinsel wurden als erstes die Glocken der zurückeroberten Kirchen geläutet.

### Afrika

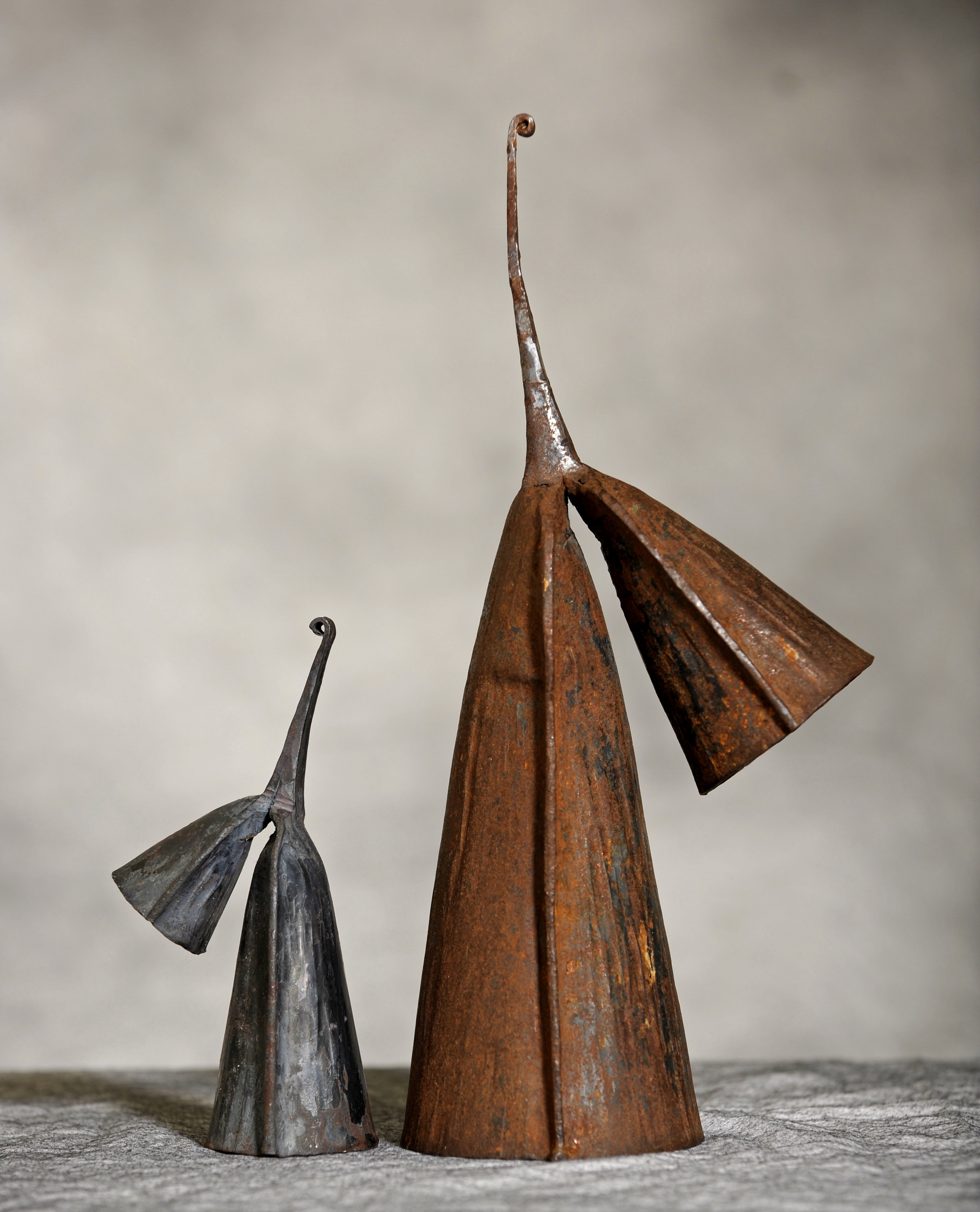
Zwei Stielgriff-Doppelglocken gankogui aus Eisenblech vom Typ „Mutter und Kind“

Die meisten Glocken und Schellen südlich der Sahara werden aus Eisen geschmiedet, und ihre Verbreitung hängt mit der Entwicklung der Metallurgie zusammen. In Ägypten wurde die Verwendung von Eisen erst im 7. Jahrhundert v. Chr. üblich, vermutlich angeregt durch die Assyrer, die 671 v. Chr. unter Asarhaddon mit einem Heer, das mit Eisenwaffen kämpfte, in Ägypten eindrangen. Den Nil aufwärts von Ägypten bildete sich in Nubien während des Königreichs von Kusch im 6. Jahrhundert v. Chr. das älteste subsaharanische Zentrum der Eisenverarbeitung. Von Meroe, der Hauptstadt Kuschs ab dem 4. Jahrhundert v. Chr., führten Handelswege unter anderem in das Hochland von Abessinien und nach Westen bis zum Tschadsee. Ein großer Teil der in Meroe hergestellten Eisenwaren wurde möglicherweise auf diesen Routen exportiert. Wie viel Eisen die meroitischen Schmiede herstellten, ob und wie stark die Exporte von Eisen die afrikanischen Kulturen beeinflussten, wurde in der Afrikaforschung ausgiebig diskutiert und ist nicht abschließend geklärt. Kenntnisse über die Eisenverarbeitung könnten in die Region um den Tschadsee und weiter nach Nigeria anstatt von Osten von den Phöniziern an der Mittelmeerküste im Norden (die mutmaßlich ab dem 9. Jahrhundert v. Chr. Eisen verarbeiteten) durch Vermittlung der Berber gekommen sein. Dies war der Forschungsstand, bevor durch Radiokarbondatierungen ab Mitte der 1960er Jahre bekannt wurde, dass es möglicherweise Eisenverhüttungsöfen in der ersten Hälfte des 1. Jahrtausends v. Chr. in Nigeria, Niger, Tansania und Ruanda gab. Seither wird diskutiert, ob die Eisenverarbeitung südlich der Sahara älter als die in Nubien und unabhängig vom Norden entstanden sein könnte.
Die eisenzeitliche Nok-Kultur in Zentral-Nigeria bestand von der Mitte des 1. Jahrtausends v. Chr. bis mindestens ins 2. Jahrhundert n. Chr. An deren Fundort Taruga wurde für die Zeit von 440 bis 280 v. Chr. die Verarbeitung von Eisen in größerem Umfang nachgewiesen. Dies belegen 13 freigelegte Eisenverhüttungsöfen, deren unterschiedliche Durchmesser annehmen lassen, dass an dem Platz über einen längeren Zeitraum Eisen verarbeitet wurde. Von den beiden Zentren Taruga und Tschadsee ausgehend verbreitete sich die Eisenverarbeitung in der Sudanregion, wo sie seit über 1000 Jahren weithin bekannt ist. Im 4. Jahrhundert v. Chr. begann die Eisenverarbeitung in Ostafrika. Mit bantusprachigen Völkern gelangte diese Technologie im 6. Jahrhundert n. Chr. ins südliche Afrika, wo Groß-Simbabwe das bedeutendste kulturelle Zentrum war. Die in Groß-Simbabwe ausgegrabenen Glocken gehören alle in die spätere Eisenzeit, die im 11. Jahrhundert begann. Ob sie dort hergestellt oder importiert wurden, ist unklar.
Die für Afrika charakteristischsten Musikinstrumente aus Eisen sind Einfach- und Doppelglocken ohne Klöppel, die vor allem in einigen Gebieten Westafrikas und im westlichen Zentralafrika vorkommen. Ansonsten wird noch zur Herstellung von Klöppelglocken, Schellen und Lamellophonen Eisen verwendet. Zu den Klöppelglocken gehört eine rechteckige Glocke aus umgebogenem Eisenblech in Uganda, in deren schlitzförmiger Öffnung zwei Klöppel nebeneinander hängen. Eine Doppelglocke mit Klöppeln der Azande aus dem Kongo wurde 1913 als abanangbweli katalogisiert. Die Klöppel hängen an einer Drahtschlaufe, die zugleich zum Festhalten dient. Die Glocke kündigte die Ankunft des Dorfoberhauptes an und erklang, wenn er bei Versammlungen trank oder rauchte. Sie gehört zu einer Vielzahl unterschiedlich geformter Klöppelglocken aus geschmiedetem Eisen, die auch außerhalb Afrikas vorkommen.
Die erste systematische Einordnung der afrikanischen Glocken stammt von Bernhard Ankermann (1901). Er fand Glocken mit und ohne Klöppel aus Holz und Eisen und nur selten aus einem anderen Metall. Bei einer großen, klöppellosen Holzglocke mit ovalem Querschnitt und einer bienenkorbförmigen Seitenansicht ist im Schulterbereich ein Henkel ausgeschnitzt. Sie soll laut Sammlungsbeschreibung von den Azande stammen, Ankermann ordnet sie jedoch den Mangbetu zu. Außer einem anderen klöppellosen Exemplar aus Kamerun erwähnt Angermann hölzerne Einfach- und Doppelglocken mit Klöppel.
Die von Jan Vansina (1969) als „single and double flange-welded clapperless iron bells“ in die Fachliteratur eingeführten klöppellosen Glocken sind für Überlegungen zur Kulturdiffusion in Afrika von großer Bedeutung. Als erster stellte James Walton (1955) fest, dass die so bezeichneten klöppellosen Glocken sich vermutlich aus einem einzigen Gebiet ausgebreitet haben mussten.
Ein Typ der Doppelglocken besteht aus zwei annähernd gleich großen Teilen, die durch einen halbrunden Bügel miteinander verbunden sind. Dieser Typ ist von archäologischen Funden aus Südafrika (Groß-Simbabwe) bekannt. Als deren Heimat nahm Walton den Kongo an, wo ähnliche Exemplare bis vor kurzem in Gebrauch waren. Von dort dürften sie sich am Fluss Kasai aufwärts über Sambia bis Simbabwe verbreitet haben, wo sie den archäologischen Schichten zufolge im 14. Jahrhundert ankamen. Die Typologie der afrikanischen klöppellosen Glocken und ihre Verbreitungsgebiete hat Gerhard Kubik seither detailliert untersucht. Das wesentliche Unterscheidungsmerkmal bei Einfach- und Doppelglocken ist die Herstellungsmethode.

#### Einfachglocken
Die klöppellosen Einfachglocken besitzen wie die Doppelglocken eine ungefähr elliptische Öffnung mit spitz zulaufenden Schmalseiten. Die Spitzen ergeben sich, weil beim Verschweißen der Eisenbleche an den seitlichen Rändern ein Flansch (englisch flange) entsteht. Sind die Glocken an der Öffnung etwas nach außen gebogen, nennt man sie flare („aufgeweitet“). Die Ausgangsbasis für die Herstellung ist eine sanduhrförmig zugeschnittene Platte. Am dünnen Mittelteil werden die beiden Hälften umgebogen und deckungsgleich übereinandergelegt. Dann werden sie zu einem Hohlkörper ausgeschmiedet und an den Seiten flanschartig durch Schmieden verbunden. Das gefaltete, an der Schulter herausragende Mittelteil wird zu einem Handgriff zusammengehämmert. Bei manchen Glocken arbeitet der Schmied am Stielende eine Öse heraus, andere Enden sind rechtwinklig umgebogen oder eingerollt.
Heute dienen als Rohmaterial alte Eisenrohre oder Autoteile, die im Feuer zunächst zu einer dicken Platte geschlagen werden. Beim nächsten Arbeitsgang wird die Platte dünn ausgehämmert. Für die Wölbung schlägt der Schmied nach einer Beschreibung die beiden Seitenteile über einer Holzschablone rund. Auf manche Eisenstiele wird später ein Holzgriff aufgesteckt.
Eine geschmiedete, klöppellose Einfachglocke ohne Handgriff ist die denkenkelen. Sie kann bei den Dagomba im Norden Ghanas zusammen mit einem Kalebassenmusikbogen Lieder begleiten. Die Kassena setzen denkenkelen bei Beerdigungen ein. Die Bambara in Mali schlagen die klöppellose Glocke chiningini mongo mit dem Zahn eines Warzenschweins zur Begleitung von Tänzen und Liedern. In einem 1934 aufgenommenen Tanzlied spielen außerdem zwei Flöten, zwei kleine Trommeln und drei Sanduhrtrommeln mit variabler Tonhöhe.
Eine alte Sonderform sind dawle oder lawle genannte Einfachglocken bei den Baule in der Elfenbeinküste. Der Stiel dieser meist unter 20 Zentimeter langen Glocken ist rinnenförmig ausgehöhlt, die Öffnung verbreitert sich wie ein Fischmaul. Der Stiel kann als besonders schmale Glockenform aufgefasst werden. Die dawle gehört zu den Ritualinstrumenten und wird mit einem aufwendig beschnitzten Holzhammer geschlagen, dessen Kopf als Tierfigur gestaltet ist.
Eine in der ersten Hälfte des 20. Jahrhunderts beschriebene, kleine Handglocke der Bemba im Kongo ist die kitsika aus der kreisrunden Fruchtschale des gleichnamigen Baumes und mit einem hölzernen Klöppel. Die kitsika (Plural bitsika) wurde von Frauen zum Schutz ihres neugeborenen Kindes bei Ritualen an der Hüfte getragen. Sie gehört zu einer Gruppe hölzerner Glocken mit bis zu fünf Klöppeln im Innern, die aufwendig ornamentiert sind und rituell verwendet wurden.

#### Doppelglocken

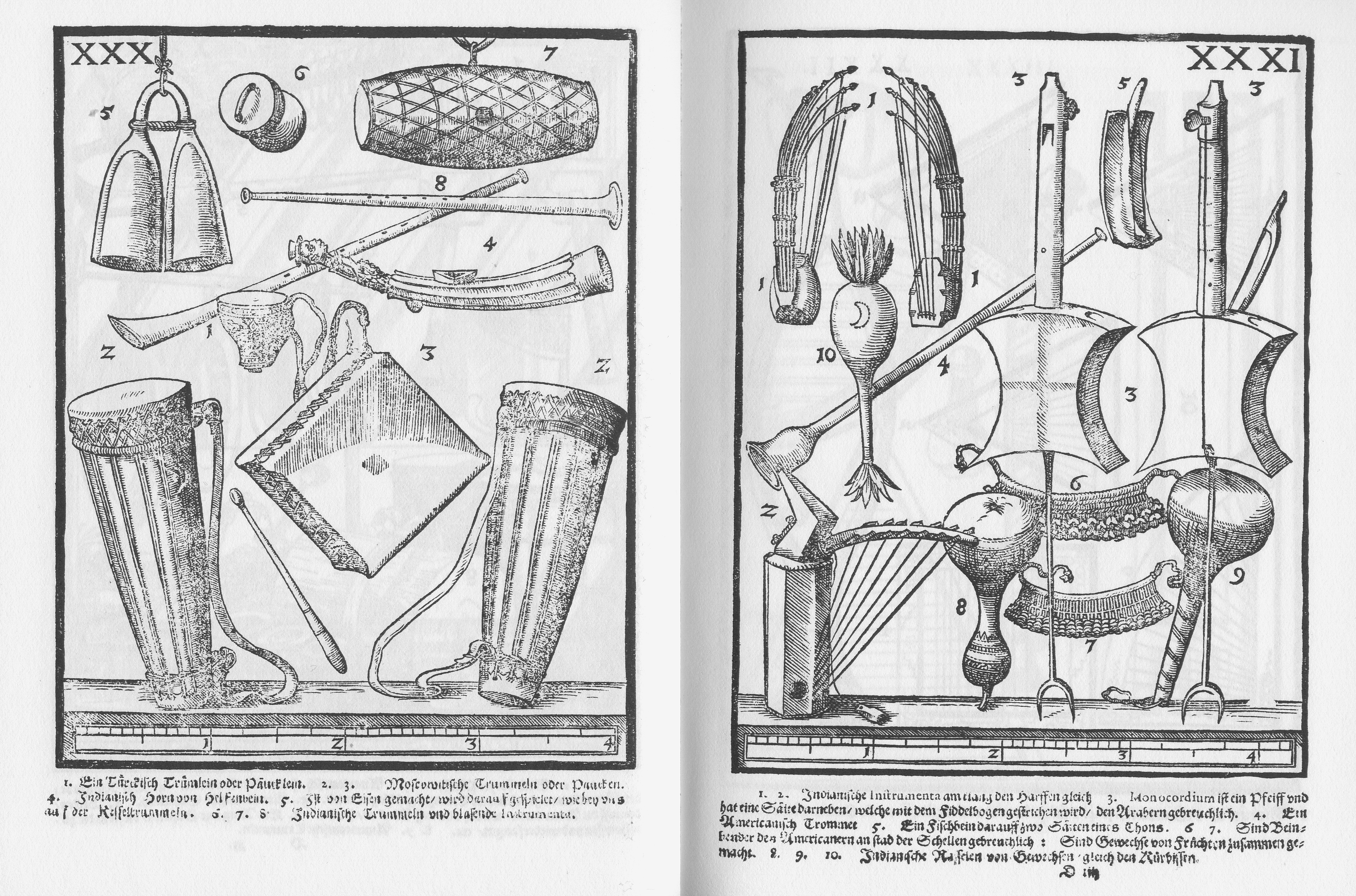
Michael Praetorius: Syntagma musicum, zweiter Band, 1620. Abbildung XXX, Nr. 5: Bügelgriff-Doppeltrommel. Bildlegende zu Nr. 5: „Ist von Eisen gemacht, wird darauf gespielet, wie bey uns auf der Kesseltrummeln.“

Walter Hirschberg (1970) führte die grundlegende Klassifizierung der Doppelglocken nach Formkriterien ein und unterschied zwischen a) Bügelgriff- und b) Stielgriff-Doppelglocke, den beiden häufigsten Typen sowie c) Steggriff- und d) Rahmengriff-Doppelglocke. Diese Einteilung übernimmt Gerhard Kubik im Wesentlichen, wobei er sie für zu formalistisch hält und zwischen den ersten beiden Typen die unterschiedliche Herstellungsmethode als das wesentliche Merkmal herausstellt. Kubik bezeichnet die Stielgriff-Doppelglocke als Guinea-Typus nach ihrem Vorkommen an der Guineaküste. Zu den Stielgriff-Doppelglocken (oder Stieldoppelglocken) gehört die bei den Ewe im Süden von Ghana verwendete gankogui, die bei den Fon in Togo und Benin gakpavi genannt wird. Eine große und eine wesentlich kleinere Glocke sind am Stiel so zusammengeschweißt, dass sich die Form eines Y ergibt. Die unterschiedliche Größe der beiden Glocken führte zum assoziativen Beinamen „Mutter-und-Kind-Typus“: gakpavi ist aus ga („Metall“), kpa („auf dem Rücken tragen“) und vi („Kind“) zusammengesetzt.
Hiervon unterscheidet Kubik den grundlegend anderen Benue-Kongo-Typus, benannt nach dem Verbreitungsgebiet der Benue-Kongo-Sprachen, worunter er die Bügelgriff- und Rahmengriff-Doppelglocken Hirschbergs versteht. Dieser Typ kommt außer in der genannten auch in anderen Sprachregionen in Nigeria (Bügeldoppelglocke agogô), in weiten Teilen Kameruns, in Gabun, in der Republik Kongo und seit jüngerer Zeit auch im Nordosten der Demokratischen Republik Kongo vor sowie von der südkongolesischen Provinz Katanga über Sambia bis in den Nordosten Angolas. Beim Benue-Kongo-Typus werden nach der Methode der Einfachglocken zwei ähnlich große Stielglocken hergestellt. Diese stehen nicht in ungleicher Größe (ungleich alte Menschen symbolisierend) hintereinander, sondern gleich groß wie Bruder und Schwester oder Mann und Frau nebeneinander und in die gleiche Richtung blickend. Die beiden Stiele werden halbrund gebogen und auf mehrerlei Weise zusammengeschmiedet. Nach der Art, wie diese Verbindung handwerklich umgesetzt wurde, lassen sich einige Untertypen auseinanderhalten. Die möglicherweise ältere Variante und zugleich die Zwischenstufe von der Einfach- zur Doppelglocke ist, beide gebogenen Stiele übereinander zu legen und mit Pflanzenfasern zu umwickeln. Dabei sind die Stiele beider Glocken in einem Viertelkreis gebogen und liegen an der Verbindungsstelle entweder ein kurzes Stück übereinander oder eines der Stielenden ist V-förmig geschlitzt und das andere Stielende ragt in die Öffnung hinein. Bei der vielleicht jüngeren Variante sind die Stiele beider Glocken im Halbrund fest zusammengeschmiedet. Da alle diese Varianten mit Flechtband umwickelt sind, lässt sich nur durch eine Beweglichkeitsprüfung feststellen, ob die Stiele geschmiedet oder gesteckt sind. Die Bügelgriff-Doppelglocke ist der von James Walton (1955) beschriebene Typ, der vom westlichen Zentralafrika bis zu archäologischen Fundstellen in Simbabwe belegt ist. Die älteste Abbildung einer Bügelgriff-Doppelglocke ist im zweiten Band von Michael Praetorius musiktheoretischem Werk Syntagma musicum (1620) enthalten.
Zu den selteneren Formen mit beschränkter Verbreitung gehört die Rahmengriff-Doppelglocke aus zwei fast gleich großen Glocken, die über einem rechteckigen Rahmen miteinander verbunden sind. Bei Angermann (1901) findet sich eine Abbildung und die geographische Zuordnung nach Kamerun. Der Eisenrahmen des tatsächlich nur aus Kamerun bekannten Typs ist mit Flechtwerk umwickelt, der untere Steg besteht ebenfalls aus geflochtenem Material. In der Mitte kann dieses eine Art Fensterkreuz bilden.

#### Spielweise, Bedeutung und Verbreitung von klöppellosen Glocken

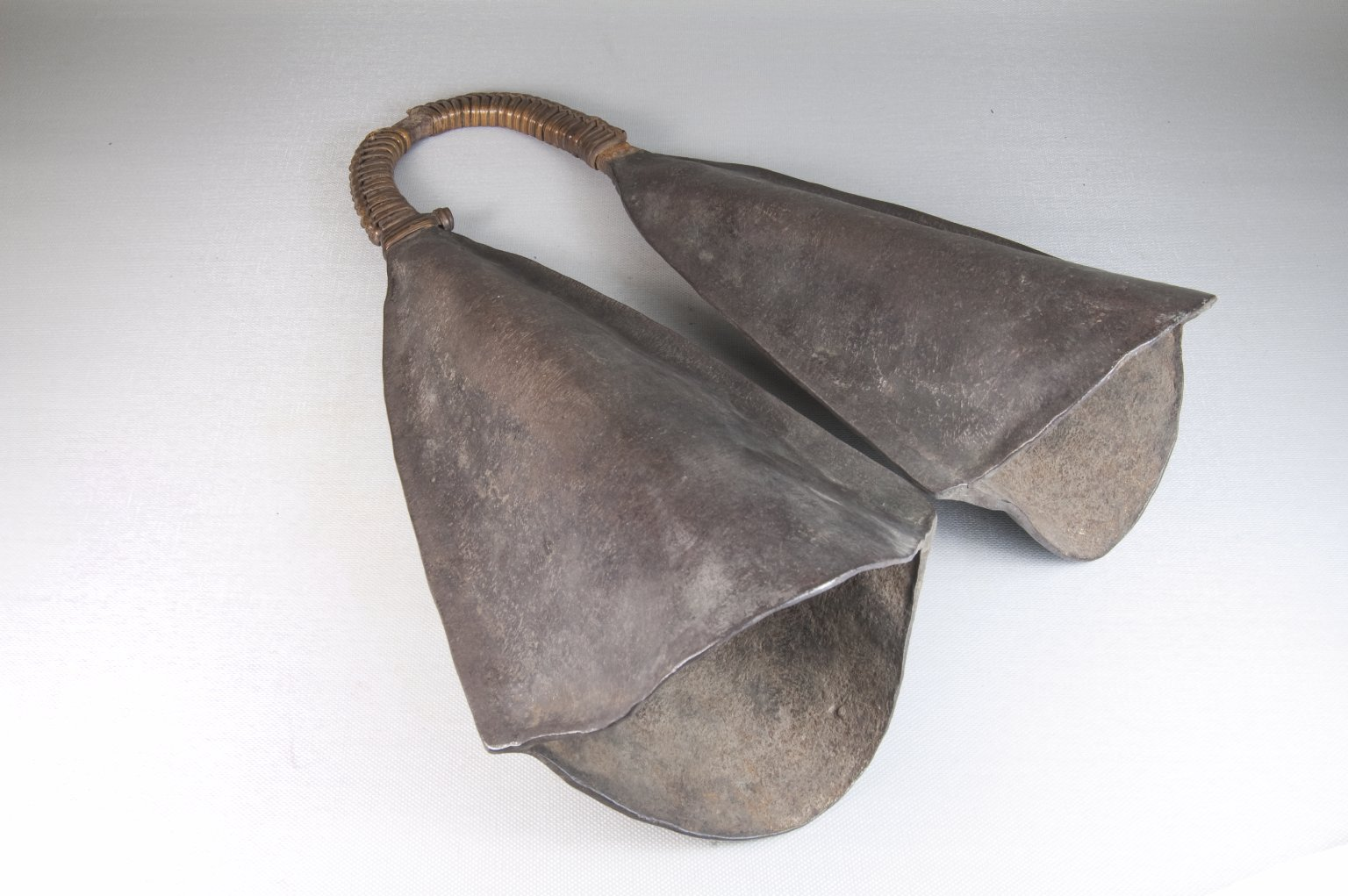
Bügelgriff-Doppelglocke. Bügel mit Rattan umwickelt. Herkunft: Kongo, um 1900. Brooklyn Museum.

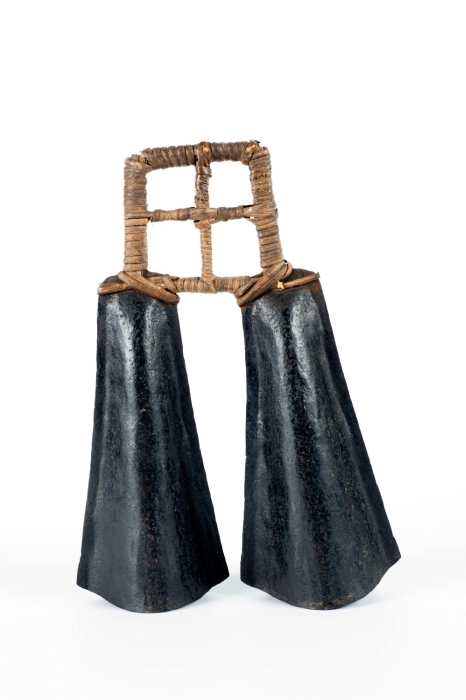
Rahmengriff-Doppelglocke aus Nigeria. Vor 1887

Die gankogui ist der unverzichtbare Taktgeber im großen Trommelorchester der Ewe. Sie wird zur Begleitung von Unterhaltungstänzen und in der zeremoniellen Musik bei Beerdigungen gespielt. Auch andere Glocken haben eine wesentliche Funktion für die rhythmische Struktur in einem Ensemble. In Nigeria sind Eisenglocken seit dem Preisverfall für Eisen Anfang des 20. Jahrhunderts weiter verbreitet als früher; sie werden in der Unterhaltungsmusik und in der Musik der christlichen Kirchen verwendet.
Als Schlagwerkzeug für die Glocken werden mit Gummi umwickelte Holzstäbe, weiche Stängel der Raphiapalme oder Eisennägel verwendet. Die ungefähr 20 bis 40 Zentimeter langen Handglocken können beim Spielen in jeder Lage senkrecht oder waagrecht gehalten oder mit dem Bügel auf dem Boden aufgestützt werden. Wie bei einem Musikbogen mit Kalebassenresonator oder der kamerunischen Kerbstegzither mvet kann die Glockenöffnung mit periodisch wechselndem Abstand gegen die Brust gehalten werden, um eine Klangveränderung (Wow-Effekt) zu erzeugen. Alternativ bewegt der Musiker eine der Öffnungen dicht über dem Erdboden.
Ein eigener Musikstil der Igbo in Nigeria trägt den Namen ogene anuka nach den hierfür verwendeten Doppelglocken. Diese gehören zu den fest verbundenen Bügelgriff-Doppelglocken, sind jedoch ungewöhnlich flach und erweitern sich trichterförmig zur Öffnung. Die ogene anuka werden flach mit der linken Hand auf dem Unterarm liegend gehalten und mit einem weichen Rundholz in der rechten Hand geschlagen. Die Hauptanschlagstelle ist wie bei allen klöppellosen Glocken die untere Mitte der Breitseite. Durch unterschiedliche Anschlagtechniken auch auf andere Stellen lassen sich mehrere Klänge hervorbringen. Es gibt eine spezielle Vierfachglocke, bei der eine kleine Doppelglocke zusätzlich auf dem Bügel der größeren Doppelglocke befestigt ist. Diese Anordnung heißt ala („Brüste“) oder akwo n’azu („ein Kind auf dem Rücken“). Zusammen mit einer normalen Doppelglocke können in einem aus zwei Musikern bestehenden Standardensemble sechs Grundtöne produziert werden. Der Meistermusiker bedient die Vierfachglocke, sein Begleiter antwortet auf der Doppelglocke. Ursprünglich war der ogene anuka-Stil rein instrumental. Heute singen die Musiker gelegentlich, während sie spielen.
In vielen Fällen stellen die Einfach- oder Doppelglocken ein Insignium des Häuptlings dar und entsprechen in ihrer Bedeutung ungefähr der westafrikanischen Metalltrompete kakaki. Glocken schützen in Geheimbünden vor bösen Geistern, kündigen Besuche an und dienen als Signalinstrument. Weil sich durch wechselnde Anschlagtechniken Tonhöhe und Klangbild verändern lassen, können einige Ethnien mit Glocken ähnlich wie mit Schlitztrommeln ihre Tonsprache übertragen. Bei den Bassa in Südkamerun soll die große Doppelglocke des Häuptlings über eine Entfernung von acht Kilometern zu hören sein. Zu den kultischen Einsatzgebieten gehört die Verwendung als Rhythmusinstrument bei Maskentänzen eines Geheimbundes, etwa beim Leopardenbund der Igbo-Männer oder in der Voodoo-Musik der Fon in Togo. Beim Voodoo spielen zwei Musiker Doppelglocke (in der Fon-Sprache ogan) und begleiten den Voodoopriester (vodusi), der eine Einfachglocke spielt. Das Ensemble produziert folglich fünf Töne.
Die älteste Abbildung zum Beleg der Stielgriff-Doppelglocke findet sich auf einem Tontopf, der neben mehreren Tonfiguren aus dem 11. bis 14. Jahrhundert südlich der Stadt Ile-Ife in Nigeria von Frank Willett in den 1950er/60er Jahren ausgegraben wurde. Auf dem Tonfragment ist eine neun Zentimeter hohe Doppelglocke im Relief zu sehen. Vier der 295 Mitte 16. bis Mitte 17. Jahrhundert gegossenen und Musikinstrumente enthaltenden Benin-Bronzen des Königreichs Benin zeigen Doppelglocken und zwölf Einfachglocken. Die Benin-Bronzen sind rechteckige Reliefplatten, aus denen detailgenaue Figurengruppen plastisch hervortreten.

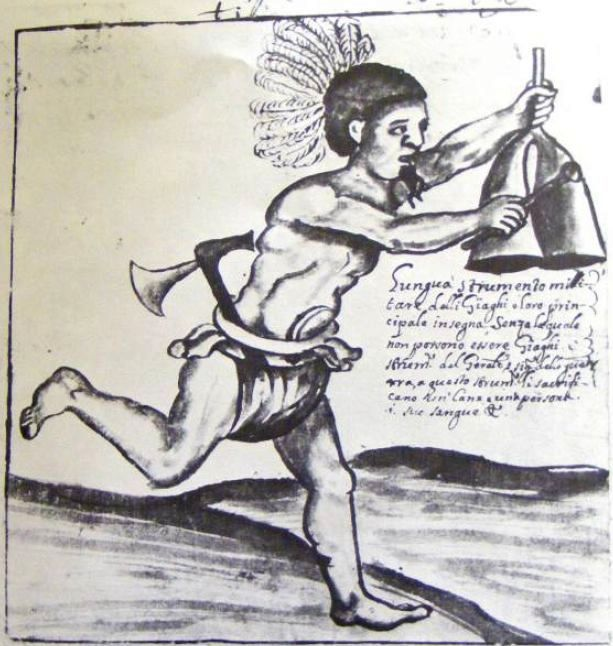
Der Bote eines kongolesischen Herrschers schlägt eine Doppelglocke. Italienisches Araldi-Manuskript von 1668

Das heutige Verbreitungsgebiet der Stielgriff-Doppelglocken (Guinea-Typus) reicht von Ghana über Togo im Osten nur noch bis zu den Fon in Benin. Es gilt als gesichert, dass die Stielgriff-Doppelglocke in diesem kompakten Gebiet von Kwa-Sprechern entwickelt wurde. Weiter östlich, mit Schwerpunkt Kamerun, liegt das große Gebiet der Bügelgriff- und Rahmengriff-Doppelglocken (Benue-Kongo-Typus), die sehr wahrscheinlich hier ihren Ursprung haben und erst später in den Kongo gelangten. Um den Kisale-See im Südosten des Kongo wurden mehrere Typen von Glocken ausgegraben, die in das 10. bis 14. Jahrhundert gehören. In Katoto (östlich von Dilolo) gehörte eine Einfachglocke zu den Beigaben eines Grabes aus dem 8. Jahrhundert.
Anschließend an die für frühere Jahrhunderte durch die Radiokarbonmethode gewonnenen Datierungen liegen ab dem 17. Jahrhundert aus dem südlichen Afrika Reisebeschreibungen und bildliche Darstellungen portugiesischer und italienischer Missionare vor. Missione evangelica nel Regno de Congo lautet der Titel eines um 1668 fertiggestellten Manuskripts, welches dem italienischen Missionar Giovanni Antonio Cavazzi da Montecuccolo zugeschrieben wird, der sich um 1665 in Angola aufhielt und über seine Beobachtungen Aquarelle anfertigte. Der erst 1969 an die Öffentlichkeit gelangte Text war im Besitz der Araldi-Familie in Modena und ist deshalb als Araldi-Manuskript bekannt. Eines der Aquarelle zeigt den Boten eines Herrschers aus dem Kongo, der während des Laufs eine Doppelglocke schlägt. Heute sind Glocken im Gebiet zwischen Kongo und Angola praktisch verschwunden.
Glocken werden häufig zum Schlagen eines asymmetrischen Rhythmusmusters (asymmetrisches time-line-pattern) verwendet, das bezogen auf die Glocke auch bell pattern genannt wird. Wo diese Spielweise heute im östlichen und südlichen Afrika mit beliebigen Schlaggegenständen aus Eisen praktiziert wird, besteht die Möglichkeit, dass es dort früher Glocken gab und die Eisengegenstände als Ersatz verblieben sind. Gerhard Kubik erkennt eine weitgehende Übereinstimmung zwischen dem Verbreitungsgebiet der time-line-patterns und dem historischen (und teilweise heutigen) Vorkommen der klöppellösen Glocken.

### Altamerika

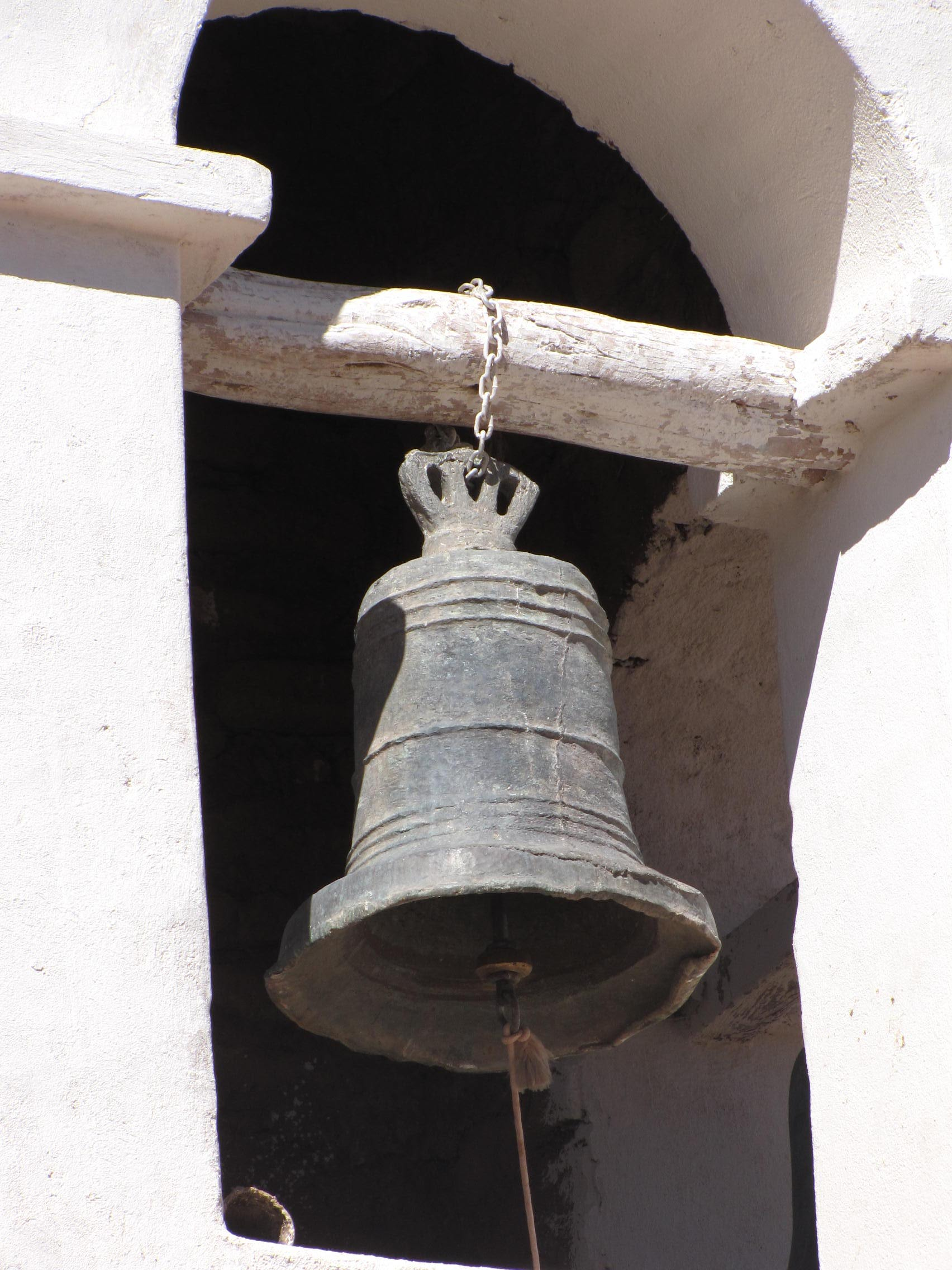
Glocke im seitlich angebauten Glockenturm der katholischen Kirche von San Pedro de Atacama, Chile. Gegründet im 17. Jahrhundert, mehrfach umgebaut.

In der präkolumbischen Kultur wirkten Religion und Mythologie in nahezu jeden Bereich des menschlichen Handelns hinein. Nach dem Popol Vuh, dem heiligen Buch des zu den Maya gehörenden Quiché-Volkes, hat Musik einen göttlichen Ursprung. Musik muss wohl wie Tanz und Dichtkunst vor Ankunft der Europäer im 16. Jahrhundert ein unverzichtbares Element der religiösen und weltlichen Rituale gewesen sein.
Kleine Schellen und Rasseln kamen in weiten Teilen Nord- und Südamerikas vor und bestanden aus Fruchtschalen, Ton oder Metall. Echte Glocken waren dagegen im präkolumbischen Amerika von geringer Bedeutung. In der zentralen Andenregion (im heutigen Bolivien und Argentinien) kannte man Holzglocken mit mehreren Klöppeln. Große hölzerne Klöppelglocken wurden in der Atacamawüste gefunden und der San-Pedro-Kultur (300 bis 900 n. Chr., benannt nach dem Fundort San Pedro de Atacama) zugeordnet. Sie sind in der Ansicht stumpfkegelförmig, bei einem elliptischen Öffnungsdurchmesser. Die großen Exemplare sind über zehn Zentimeter hoch, ebenso breit und besitzen drei Klöppel in einer Reihe. In dieser Größe dürften die Glocken für Rituale verwendet worden sein, kleinere Holzglocken hingen vermutlich um den Hals von Lamas.
Ob es größere Glocken aus Fruchtschalen gab, ist nicht bekannt. Von den als Ersatzopfer gedeuteten Tonfiguren aus dem 4. bis 8. Jahrhundert, die bei Veracruz in Mexiko ausgegraben wurden, tragen einige eine Glocke am Arm. Eine 44 Zentimeter hohe Figur besitzt an jeder Seite eine Glocke. Zur Kultur der Sinú (Zenú) in Kolumbien (200 bis 1400 n. Chr.) gehören kleine Glocken aus vergoldetem Tumbaga. Wegen eines 5,8 Zentimeter hohen Exemplars mit messbarer Tonhöhe wird die Existenz von Glockenspielen vermutet. Halbkugelförmige goldene Glöckchen stammen aus der Nazca-Kultur im Süden von Peru (etwa 100 v. Chr. bis 700 n. Chr.). Manche Glöckchen sind an der Schulter zweifach eingeschnitten oder tragen Tierfiguren. Vermutlich aus der späteren Nazca-Kultur (1000 bis 1300 n. Chr.) blieb eine Glocke aus einer Fruchtschale erhalten, deren Durchmesser acht Zentimeter beträgt. Als Klöppel dienten drei kleine Knochen. Aus einem Grab in Ecuador wurden 16 kegelförmige, vermutlich klöppellose Glöckchen aus Kupferblech geborgen, die kalt in ihre Form gebogen worden waren. Die Blechränder der zwischen 5,9 und 12,4 Zentimeter hohen Glöckchen treffen bis auf einen längs durchgehenden Spalt aufeinander. Sie stammen aus der Milagro-Quevedo-Kultur (1000 bis 1500 n. Chr.) und gehörten vielleicht ebenfalls zu einem Glockenspiel.
Bedeutender als die Kaltverformung von Blechen war der Metallguss. Die mesoamerikanische Metallverarbeitung entwickelte sich im Westen Mexikos in zwei Perioden, in denen jeweils die Technologie auf dem Seeweg aus weiter südlich in Zentral- und Südamerika gelegenen Gebieten eingeführt wurde. In der Periode 1 (vom 7. bis zum 13. Jahrhundert) wurden unter anderem die Klangqualitäten von Metall erprobt und Kupferglocken im Wachsausschmelzverfahren hergestellt. Das hauptsächlich verwendete Metall war Kupfer, daneben gibt es Hinweise auf die Verwendung von Legierungen aus Kupfer mit einem geringen Gehalt von Arsen. Einige Objekte wurden aus Gold oder Silber angefertigt. In der Periode 2 (13. Jahrhundert bis zur Ankunft der Spanier) kam die Verwendung weiterer Legierungen hinzu, etwa Kupfer und Zinn; Kupfer, Zinn und Arsen oder Kupfer und Silber. Wenn auch die Metallverarbeitung in Mesoamerika nur für eine relativ kurze Zeit existierte, keine eigene Erfindung war und nicht dieselbe Qualität wie in den südamerikanischen Kulturen erreichte, so erregte sie dennoch großes Interesse in der Fachwelt. Zu den Metallobjekten gehören auch die in großer Formenvielfalt als Schmuckstücke verwendeten Glöckchen.
Im Westen Mexikos wurden Glöckchen in größerer Zahl gegossen als alle anderen Metallgegenstände. Metall stellte für die Herrscher und Eliten eine symbolische Verbindung zu übernatürlichen Mächten dar, weshalb sie Glöckchen, kleine offene Ringe und Brustplatten aus Metall trugen. Die Tatsache, dass es in drei mesoamerikanischen Sprachen ein Wort gibt, das zugleich „Metall“, „Glocke“ und „guter Klang“ bedeutet, verweist auf die symbolische Bedeutung der Glocken. Der Klang der Glocken gehörte zu Fruchtbarkeitskulten und religiösen Ritualen, im Krieg sollte durch Glockenklang ein magischer Schutz bewirkt werden. Zu den kosmogonischen Mythen der Azteken gehört die Vorstellung eines Paradieses, das den Namen Tamoanchan trug und an einem gewissen heiligen Ort lokalisiert wurde. Das Paradies wurde als heller leuchtender Ort ausgemalt und in Liedern und Klängen zu sinnlichem Leben erweckt. Glocken produzierten solche Klänge, die mit farbenfrohen, singenden Vögeln assoziiert wurden und in den menschlichen Gesängen wurden göttliche Stimmen hörbar. Drei mexikanische Götter, Tlaloc, Xipe Totec und Quetzalcoatl, benötigten den machtvollen Klang von Glocken für ihre Verehrung.
Die in Mexiko und Zentralamerika an manchen Orten zahlreich gefundenen Kupferglöckchen der Azteken sind zwischen knapp drei und über fünf Zentimeter groß. Alle mexikanischen Glöckchen hängen an einer Öse und die meisten besitzen einen Klöppel. Funde und Analysen dieser Glöckchentypen in Arizona und New Mexico sprechen laut George Brinton Phillips (1925) für Handelsbeziehungen zwischen Mexiko und den Pueblo-Indianern. Anfang der 1960er Jahre, als über 450, aus Mexiko stammende Kupferglöckchen von 62 Fundorten im südwestlichen Nordamerika bekannt waren, bestanden an den Handelsbeziehungen zwischen beiden Regionen keine Zweifel mehr.

### Europa

#### Vorchristliche Zeit

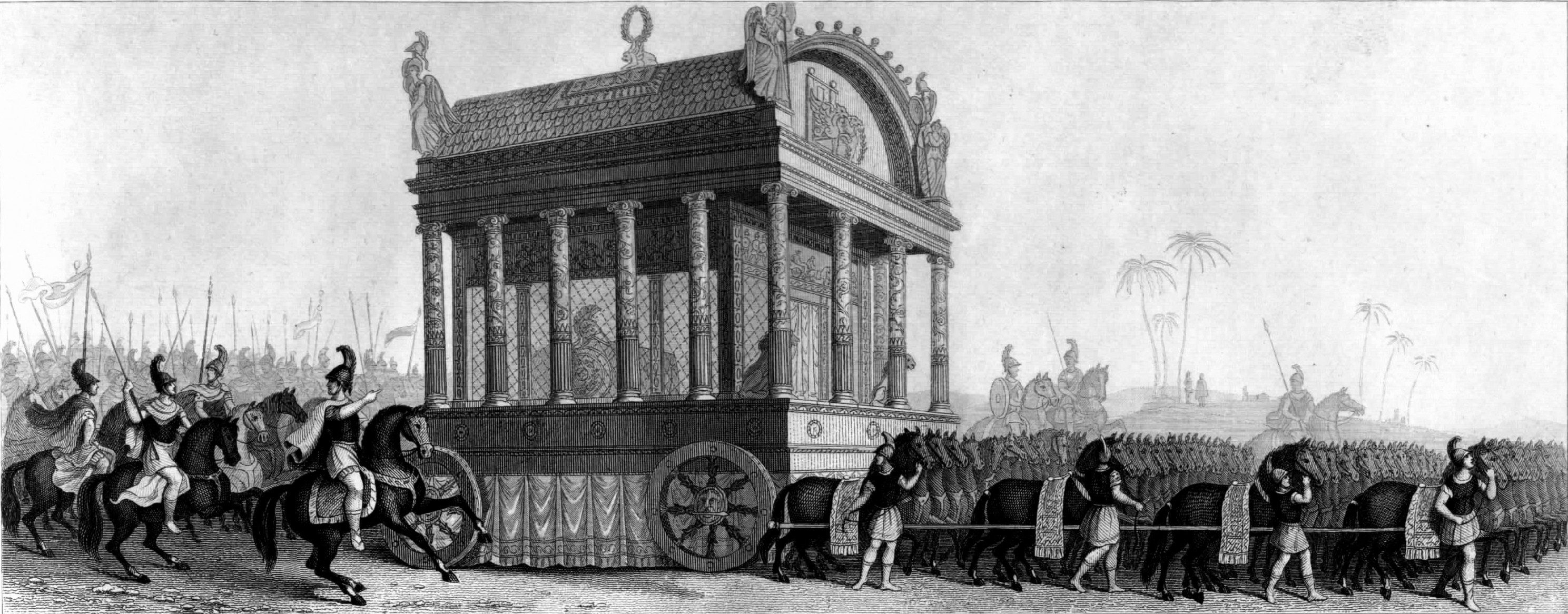
Leichenzug Alexanders des Großen nach den Angaben von Diodor. Darstellung Mitte 19. Jahrhundert

Die Glocke war in vorchristlicher Zeit bei den Griechen und Römern in ihrer apotropäischen Bedeutung und als Musikinstrument bekannt. Sie war außerdem wie der Granatapfel ein Symbol des Lebens und bei Philon von Alexandria (um 15 v. Chr. – nach 40 n. Chr.) ein Symbol der Weltharmonie. In Ägypten wurden Bronzeglöckchen verstorbenen Kindern mit ins Grab gegeben, die sie auf der Reise ins Jenseits beschützen sollten. Eine ähnlich große Bedeutung besaßen Glöckchen im Totenkult der Griechen. Vermutlich gestalteten die Griechen deshalb den Leichenwagen Alexanders des Großen entsprechend. Nach dem Tod Alexanders 323 v. Chr. in Babylon wurde zwei Jahre an den Vorbereitungen für den Trauerzug gearbeitet. Nach der Beschreibung des römischen Geschichtsschreibers Diodor (1. Jahrhundert v. Chr.) war der Leichenwagen mit einem Baldachin überdeckt, dessen Ecken goldene Statuen der Nike überragten. Am Kranzgesims hingen Stoffgirlanden, die mit Quasten versehen waren, an denen sich Glocken in großer Zahl reihten. Diese sollten das Herannahen des von 64 Maultieren gezogenen Wagens verkünden und außerdem böse Geister abhalten. Die Maultiere trugen ein mit Edelsteinen besetztes Geschirr und auf jeder Seite des Kopfes ein goldenes Glöckchen. Laut Plutarch wurden Glocken im griechischen Dionysoskult als Musikinstrumente verwendet und sie gehörten nach Joachim Braun (1999) zu „allen Kulten des römischen Reiches“. Beim Kybele-Kult erklangen während des Verzehrs von Brot und Wein Glöckchen.
Kaiser Augustus (63 v. Chr. – 14 n. Chr.) soll nach Mitteilung des römischen Biographen Sueton im Traum die Klage des Jupiter Capitolinus, des im Kapitolinischen Tempel verehrten Gottes Jupiter vernommen haben, der sich zurückgesetzt fühlte, weil Augustus 22 v. Chr. den Bau des Tempels Jupiter Tonans („Jupiter der Donnerer“) angeordnet hatte. Augustus Antwort lautete demnach, der neue Tempel sei doch nur als Türhüter für den seinen gedacht, worauf er den Giebel des Jupiter-Tonans-Tempels mit Glocken ausstatten ließ. Der Traum wird als damaligen Erklärungsversuch für das bis dahin nicht bekannte Anbringen von Glocken an einem Tempel bewertet. Zu den Legenden über die magischen Fähigkeiten von Glocken gehört der etwa zwischen 1226 und 1236 verfasste Reisebericht des Meister Gregorius, Narracio De Mirabilibus Urbis Romae („Über Wunderdinge der Stadt Rom“). Gregorius war ein englischer Besucher von Rom Ende des 12. oder Anfang des 13. Jahrhunderts. Er beschrieb auf dem Kapitol eine Säulenhalle mit 70 Statuen, die zusammenfassend Salvatio Civium oder Salvatio Romae genannt wurden und die unter der Herrschaft Roms stehenden Völker repräsentierten. Jede Statue trug eine silberne Glocke um den Hals und jedes Mal, wenn eine der Volksgruppen einen Aufstand gegen die römische Regierung unternahm, bewegte sich die entsprechende Statue, worauf deren Glocke läutete und das Wachpersonal die Gefahr melden konnte.

#### Frühchristliche Glöckchen
Die Vorstellung von Glocken und ihren Klängen als Zeichen der Weltharmonie war auch im Judentum geläufig. Die Glöckchen am Rocksaum des Hohepriesters standen mit der jüdischen Zahlenmagie in Verbindung. Deren Zahl war Zwölf, zusammengesetzt aus drei mal vier, der göttlichen Dreiheit und der weltlichen Ganzheit. Zwölf ist mehr als sich mit zehn Fingern abzählen lässt, also steht Zwölf für das „Unbegreifliche“ und aus zwölf Stämmen setzt sich das Volk Israel zusammen. Die magische Bedeutung der Glocke hielt sich im jüdischen Glauben bis in das frühe Mittelalter. Justin der Märtyrer (um 100–165) war einer der ersten christlichen Philosophen und Kirchenväter, der diese Bedeutung der zwölf Glocken für den christlichen Gottesdienst übernahm. Die zwölf Apostel sah er in der Nachfolge der zwölf Stämme Israels und erklärte, dass zwölf Glöckchen, die Apostel und Christus symbolisierend, am Gewand des Priesters hängen sollten. Damit übertrug er sowohl die Glocke aus den antiken Kulten in das Christentum als auch die heilige Zahl Zwölf aus dem Alten in das Neue Testament. Die Glocke wurde vom Übel fernhaltenden Amulett zur Stimme Gottes, welche die Heilsbotschaft verkündet, umgedeutet.
In der Musik stellte sich eine Verbindung her von den jüdischen Musikern, die den Gesangsvortrag von Psalmen mit Glöckchen oder mit Musikinstrumenten, an denen Glöckchen befestigt waren, begleiteten und derselben Verwendung von Glöckchen bei der Intonation von Psalmen im christlichen Gottesdienst. Eine der ersten Hinweise zur Verwendung von Glöckchen als Musikinstrumente in der Liturgie sind in den 38 Canones (Canones Hippolyti) des Hippolyt von Rom (um 170 – 235) enthalten. An einer Stelle heißt es: „Wenn die Kommunion des Volkes beendet ist, sollen beim Zeichen der Glocke Psalmen mit großer Aufmerksamkeit vorgetragen werden.“ Archäologische Funde von Glöckchen aus der Oase al-Fayyūm in Unterägypten, die zur Begleitung von Psalmgesängen verwendet worden sein könnten, zeigen, dass vor allem die Tonintervalle es–g (große Terz) und g–b (kleine Terz) beliebt waren. Psalm 150 erwähnt weitere Musikinstrumente, die nacheinander zu erklingen hatten. Die Glöckchen (oder Schellen) stehen zweimal hintereinander am Ende der Reihe. Im 1. Kor 13,1  ist von cymbalum tinniens, „klingenden Schellen“, die Rede, jedoch hier im negativen Sinn: Gemeint sind Schwätzer und Narren.
In den ersten nachchristlichen Jahrhunderten wurden Symbolik und rituelle Verwendung der Glocke weiter erörtert. Der Kirchenvater Origenes (um 295 – um 254) macht aus den zwölf Glöckchen am purpurnen Rocksaum des Hohepriesters, die bei jeder seiner Bewegungen erklingen müssen, ein Symbol der ewigen Glaubensverkündigung vom Anfang bis zum Ende der Welt. Mit dem Glockenklang soll der Mensch beständig an sein Ende denken, eine Vorstellung, die im Mittelalter mit dem Ausdruck memento mori weiter ausgeführt wird. Bischof Gregor von Nyssa (um 335/340 – nach 394) steht als Kirchenlehrer unter dem Einfluss von Origenes. Als einer der Begründer der Trinitätslehre nennt er die Glocke ein Symbol der christlichen Verkündigung und der Trinität. Papst Gregor der Große (um 540–604) greift die Funktion der Glöckchen am Priestergewand in seiner Schrift Liber regulae pastoris nochmals auf: Der Priester soll mit Glöckchen und Granatäpfeln an seinem Gewand das Heiligtum betreten und wenn er es dann im Anblick des Herrn verlässt, so wird er nicht sterben. Die in den Granatäpfeln symbolisierte Einheit des Glaubens verkündet der Priester durch den Klang der Glöckchen.

#### Erste frühchristliche Mönchsglocken

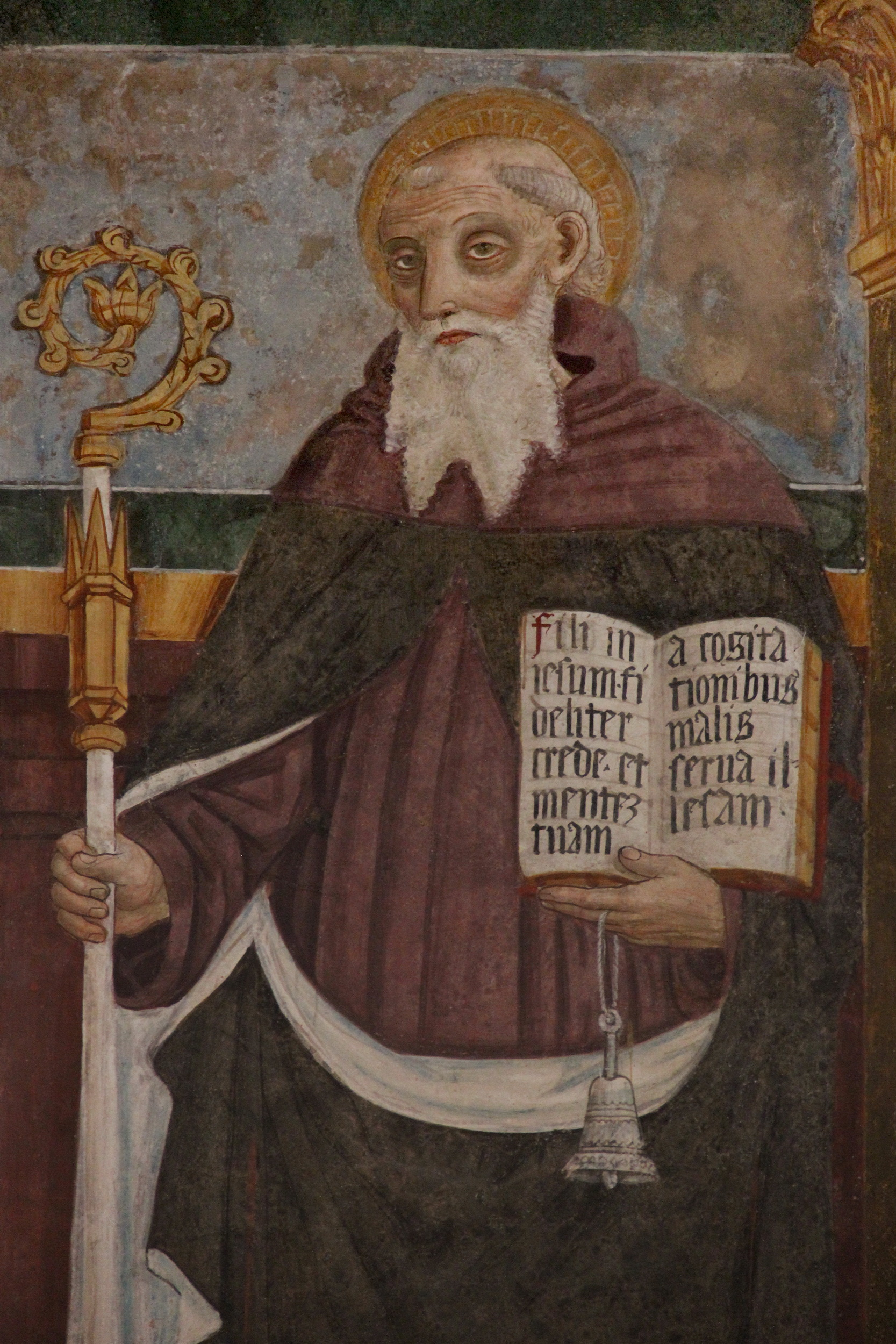
Heiliger Antonius mit Glocke, Buch und Krummstab anstelle des üblichen Antoniuskreuzes. Fresko in der Kirche Santuario della Madonna del Carmine in San Felice del Benaco, Norditalien

Vom heiligen Antonius (251–356), der als Einsiedler in der Nähe von Herakleopolis Magna in Mittelägypten lebte, wird erzählt, er habe stets eine Handglocke mit sich geführt, um damit Teufel und Dämonen zu vertreiben. Mit dieser Charakterisierung ist er auf zahlreichen mittelalterlichen Malereien zu sehen. Der um diese Zeit lebende Mönch Pachomios (um 292–346) lehnte das Anachoretentum des Antonius ab und gründete stattdessen in Ägypten das erste christliche Kloster. Es gab damals bereits Handglocken im Ritus der koptischen Kirche und Pachomios verstand die Abwehr von Dämonen mittels Glocke als Kampf gegen menschliche Schwächen. Dass die Glocke zu Antonius’ Attribut wurde, hat also eine gewisse historische Begründung. Der nach seiner kultischen Bedeutung Vorläufer der Handglocke ist das sistrum, eine in der altägyptischen Kultmusik verwendete Rahmenrassel. Mit Glöckchen behangene Kreuze auf den vom 8. bis 12. Jahrhundert gemalten Fresken der heute versunkenen Kathedrale von Faras in Nubien waren magische Abwehrmittel.
Bei Pachomios äußert sich sehr früh auch die gesellschaftliche Aufgabe der Glocke als Helfer, um den Tagesablauf zu ordnen. Die sich verändernde Funktion der Glocke vom apotropäischen Schutzmittel zum Strukturelement des Alltags geht mit dem Übergang der eremitisch lebenden Mönche zu einem hauptsächlich in Klostergemeinschaften zusammengeschlossenen Mönchtum einher. Es bedurfte nun zunächst eines Zeichens, um die Mönche zu den notwendigen Anlässen zusammenzurufen. Pachomios prägte die lateinische Formel signum dare, „ein Zeichen geben“, als Ruf zu den gemeinsamen Verrichtungen Gottesdienst, Arbeit und Essen. Seitdem ist das signum dare Bestandteil der meisten Mönchsregeln und meint den „Dienst an den Menschen“. Wie die ersten Mönche zusammengerufen wurden, ist unklar. Die orientalischen Christen verwendeten als Signalinstrument anfangs den nāqūs, ein langes, doppelpaddelförmiges Schlagbrett, das über der Schulter herumgetragen und dabei geschlagen wird oder ein stationär waagrecht aufgehängtes Brett. Während der nāqūs nach dem Mittelalter allmählich aus dem Orient verschwand, ist das Schlagbrett noch in manchen osteuropäischen orthodoxen Klöstern (rumänisch toacă) und in Griechenland (griechisch semantron) in Gebrauch. Neben dem nāqūs gab es als Signalinstrumente Naturtrompeten aus Messing und Glocken.
Bei der Vermittlung der Glocke von den ersten Klöstern Ägyptens nach Europa spielte die kleine Insel Saint-Honorat in Südgallien (nahe Cannes) eine sehr wahrscheinlich bedeutende Rolle. Die Insel ist nach dem heiligen Honoratus von Arles benannt, der hier um 410 ein Kloster gründete, das bis heute als Abtei Lérins von Zisterziensern geführt wird. Zuvor unternahm Honoratus eine Reise in den Orient, wo er in Kontakt mit koptischen Mönchsgemeinschaften (dem Koinobitentum) kam. Nach deren Vorbild organisierte er seine eigene Klostergemeinde, die zu einem der ersten Ausbildungszentren des frühen Christentums in Europa wurde. Die in diesem Kloster entwickelten Mönchsregeln basieren auf ägyptischen Vorbildern und wurden zum Modell der meisten späteren Regeln. Der Mönch Johannes Cassianus (um 360 – um 435) lebte viele Jahre als „Wüstenvater“ in Ägypten und in seinen letzten Jahren in Südgallien. Dort verfasste er eine der ältesten Mönchsregeln und beschrieb den enormen geistigen Einfluss des Klosters von Lérin.
Bis zum 6. Jahrhundert sind nur indirekte Hinweise über die mögliche Verwendung von Glocken im Zusammenleben der Mönche überliefert. Der Erzbischof Caesarius von Arles in Gallien (um 470–542) verfasste bis 534 die Regula virginum für Nonnen und zwischen 534 und 542 die Regula monachorum für Mönche. In der Nonnenregel, die mehr Rezeptionsspuren hinterließ als seine Mönchsregel, verfügte Caesarius, dass alle Zugänge zum Kloster in Arles zugemauert werden müssen und die Nonnen die Marienbasilika nicht mehr betreten dürfen, weil diese nunmehr den einzigen Durchgang nach außen bildete. In beiden Regelwerken schreibt Caesarius von tacto signo („das Zeichen anschlagen“) und signum tangere („das Zeichen anrühren“), womit er gewiss das Schlagen der Glocke meinte. Ähnliche Formulierungen finden sich in der Regula Benedicti, die Benedikt von Nursia in den Jahren nach 529 verfasste. Darin heißt es etwa für das Gebet zur neunten Stunde nach Tagesanbruch (entspricht 15 Uhr):
„Wird das erste Zeichen für die Stunde der Non gegeben, bricht jeder seine Arbeit ab, um bereit zu sein, wenn das zweite Zeichen ertönt.“ (Kap. 48)
Der Kirchenschriftsteller Eugippius, Gründer des Klosters Castellum Lucullanum (heute Castel dell’Ovo) erhielt um 535 einen Brief des Diakons Ferrandus aus Karthago. Dieser war ein Schüler des Bischofs Fulgentius von Ruspe, weshalb er auch fälschlich Ferrandus Fulgentius genannt wird. In dem Brief heißt es, dass als Aufforderung zur Teilnahme am Gebet, „...eine wohlklingende Glocke ihre Dienste leistet, wie es eine heilige Gewohnheit der gottseligen Mönche festgestellt hat.“ Wenn von „Gewohnheit“ die Rede ist, muss die Glocke mindestens seit einigen Jahrzehnten vor 535 bereits in Gebrauch gewesen sein. Die sprachliche Gleichsetzung von signum und „Glocke“ bestätigt Bischof Gregor von Tours (538–594) mit einer Bemerkung, aus der hervorgeht, dass das „Zeichen“ mit einem Seil bewegt, also eine fest aufgehängte Glocke mit einem Seil geläutet wird. Er erwähnt ferner, dass die Gläubigen zur Messe in die Kirche des heiligen Martin in Tours mit an Seilen bewegten Glocken gerufen wurden. Spätestens im 6. Jahrhundert war die Glocke von einem Unheil abwehrendem Amulett zu einer Läuteglocke der christlichen Kultur übergegangen, ohne jedoch ihre übernatürliche Kraft verloren zu haben.
Diese magische Kraft blieb im Volksglauben und im religiösen Ritus mancherorts bis heute erhalten: Contra la jettatura („gegen den Bösen Blick“) schützen nach neapolitanischer Tradition kleine Glöckchen an Silberamuletten. In Sibirien und Teilen Russlands hängen Glöckchen zur Abwehr von Wölfen und Dämonen an den Jochen von Pferdekarren. Im schweizerischen Lötschental erinnert eine 1412 gegossene Glocke an eine Legende vom Heiligen Theodul im 4. Jahrhundert, der den Teufel dazu gebracht hatte, eine vom Papst als Geschenk erhaltene Glocke über die Alpen zu tragen. Teile dieser ältesten Theodul-Glocke wurden später dem Guss neuer Glocken zugesetzt, um so die den Teufel fernhaltende Macht zu übertragen. Das Läuten dieser Glocke soll immer noch gegen Unwetter schützen. Allgemein verhindert Glockenläuten bei einem römisch-katholischen Begräbnis, dass der Teufel sich der Seele des Toten bemächtigt. Zugleich schützt das Geläute die Hinterbliebenen vor der Rückkehr des Toten als Unheil bringender Wiedergänger.

#### Klostergründungen und Missionierung

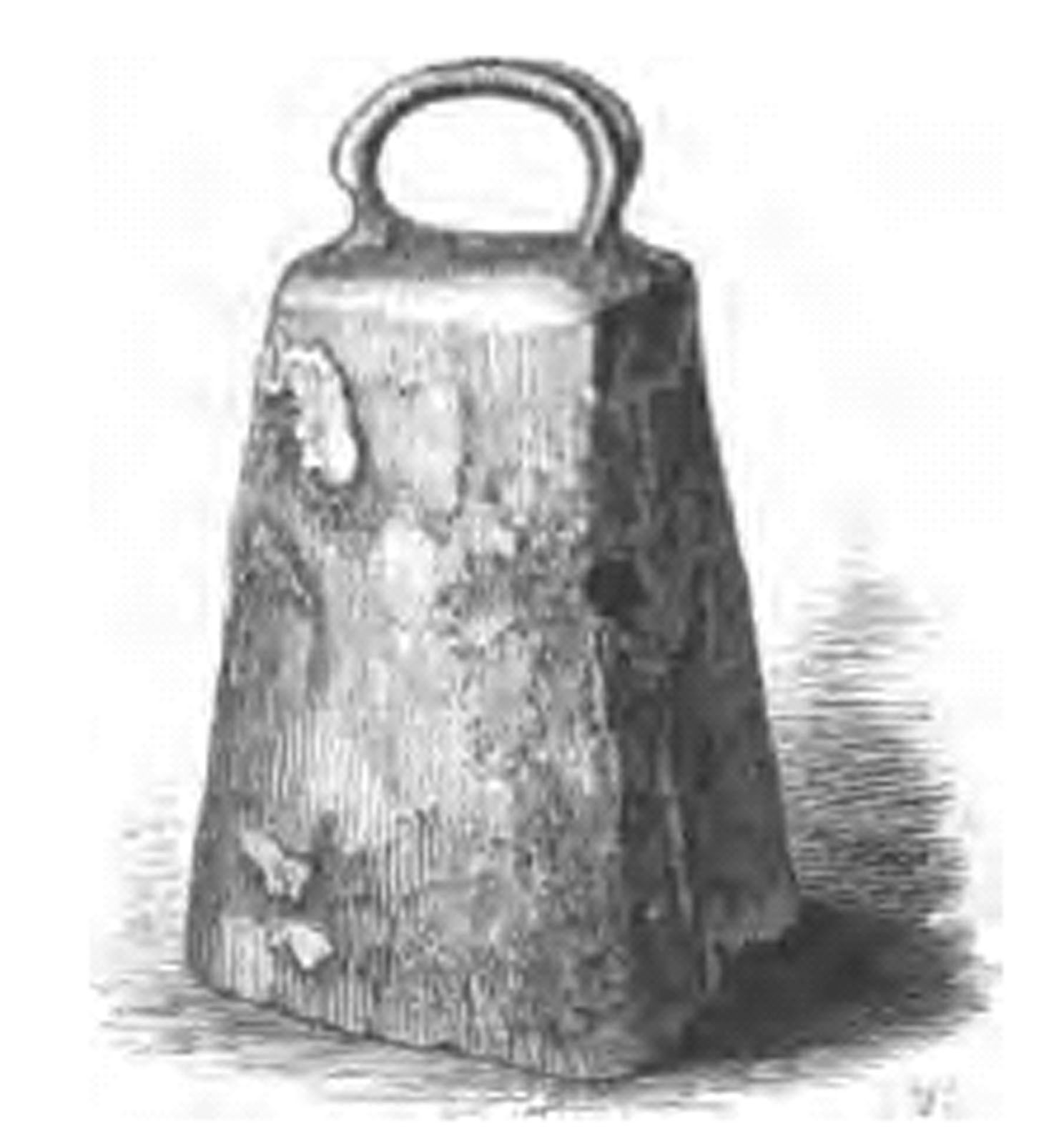
Clog-rinny, grob aus Eisen geschmiedete Handglocke des ersten Missionars Ninian in Schottland. Mutmaßlich aus seiner Zeit: Anfang 5. Jahrhundert. Holzschnitt von 1851.

Die erste Verbreitung der Glocken in Europa ist keltischen Missionaren zu verdanken, zunächst für die Verwendung im christlichen Umfeld und später für weltliche musikalische Zwecke. Die Missionare brachten vom 5. bis zum 9. Jahrhundert überwiegend schmiedeeiserne Handglocken nach Zentral- und Nordeuropa. Besonders die Mönche in Irland und der Bretagne waren für den Gebrauch von Handglocken bekannt. Vom Missionar Bonifatius (um 673 bis um 754), der im Fränkischen Reich wirkte, wird berichtet, dass er aus England eine Handglocke anforderte, die ihm Trost spenden sollte.
Die frühmittelalterlichen irischen Handglocken, genauer Handgriffglocken, besitzen einen Henkel, um sie mit der Hand zu schwenken. Die größte Glocke misst 31 Zentimeter in der Höhe, die meisten sind jedoch deutlich kleiner. Ihre Vorbilder liegen in Ägypten und in Gallien, sie sind aber in den Einzelheiten der Herstellung eine irische Besonderheit. Die irischen Handglocken wurden aus zwei Teilen Eisenblech gebogen und an den Rändern zusammengenietet, sodass sich eine rechteckige Öffnung ergibt. Im abgeplatteten Schulterbereich steckt ein Eisenring, der hälftig als Henkel nach oben und als Aufhänger für den Klöppel nach innen ragt. Die Eisenform wurde mit Bronze überzogen. Nach diesem auf der Insel Iona perfektionierten Verfahren wurden bis Anfang des 9. Jahrhunderts Glocken angefertigt. Eine weiterentwickelte Variante ist die wohl in einem Kloster in der Umgebung von Köln verwendete, karolingische Plattenglocke Saufang, die in das 9./10. Jahrhundert datiert wird. Sie hat einen annähernd runden Öffnungsdurchmesser.
Der nach der Tradition 432 verstorbene Ninian von Whithorn (auch Ringan) wird als der erste keltische Missionar und Bischof bei den Pikten in Schottland verehrt. Die beiden Quellen zu seinem Leben stammen aus dem 8. und 12. Jahrhundert und sind von zweifelhafter Glaubwürdigkeit. Ninian verehrte den heiligen Martin von Tours. Nach dessen Tod gründete er 397 ein Kloster und benannte es Candida Casa. Von Ninian blieben keine Reliquien erhalten, nur eine Glocke soll von ihm stammen, die unter dem Namen clog-rinny oder „St.-Ringan-Glocke“ im Museum of Scotland in Edinburgh aufbewahrt wird. Sie ist eine von zahlreichen, frühmittelalterlichen Handglocken, die sich besonders aus Irland und Schottland erhalten haben, weil sie als Nachlass heiliggesprochener Männer verehrt und bewahrt wurden. Manche Glocken besaßen weiterhin eine magische Bedeutung, etwa die irische clog-na-fulla oder „Blutglocke“, die mit einer Krone geschmückt ist und etwa den Ton f2 hervorbringt. Die Blutglocke sollte bei Fehden für Genugtuung sorgen.

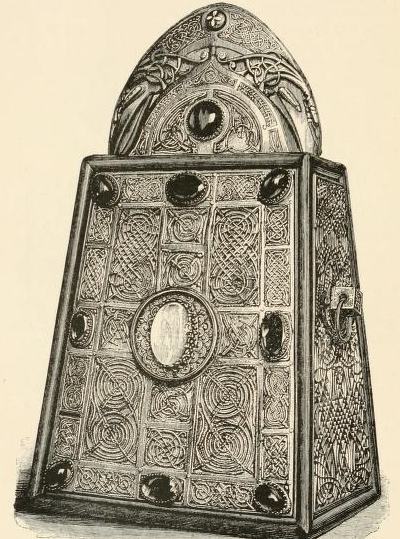
Schmuckkästchen aus dem 11./12. Jahrhundert für die Glocke des heiligen Patrick von Irland

Das Kloster Lérins des Honoratus war als Ausbildungsstätte für Mönche in ganz Gallien bekannt und beeinflusste darüber hinaus die Klöster in Irland. Der heilige Patrick (möglicherweise um 385 – um 461) ist ein Nationalheiliger der Iren, der sich einige Jahre in Lérins oder einem anderen Kloster in Südfrankreich aufgehalten hatte, bevor er vom Papst 432 nach Irland geschickt wurde. Dort trat er die Nachfolge des ersten irischen Bischofs Palladius an und entfaltete eine rege Missionstätigkeit. Patrick führte zwar nicht die Glocke in Irland ein, sorgte aber für ihre allgemeine Aufnahme in den Ritus, indem er bei seinen Gottesdiensten eine „geweihte Glocke“ schlug. Diese älteste irische Glocke wird erstmals im Book of Cuana eines unbekannten Verfassers aus dem 5./6. Jahrhundert und später im Book of Kells (um 800) als Clog-an-eadbacta Phatraig („Glocke von Patricks Testament“) erwähnt. Sie ist ohne einen flachen Henkel 16,5 Zentimeter hoch und wurde aus zwei, an den Rändern zusammengeschmiedeten Eisenplatten hergestellt. Der irische Hochkönig Domhnall Ua Lochlainn (1048–1121) ließ nach Wiederauffinden der Glocke um 1100 einen mit Edelsteinen besetzten Schrein zu ihrer Aufbewahrung herstellen, der sich heute im Nationalmuseum in Dublin befindet. Im 19. Jahrhundert waren Schrein und Glocke in der Royal Irish Academy ausgestellt, wo Pilger die Glocke berühren und küssen durften.
Patrick erhob Wanderstab und Glocke zu den geheiligten Attributen irischer Wandermönche. Die Verehrung der Glocke Patricks rührt von den Legenden, die sich um sie ranken. Einmal soll der Mönch 40 Tage auf der Bergspitze des Croagh Patrick gefastet haben, als ihn schwarze Dämonenvögel umflogen, die sich auch von seinem Glockenläuten nicht vertreiben ließen. Als er ihnen verärgert die Glocke nachwarf, erschienen Engel in Gestalt weißer Vögel und sangen himmlische Lieder. Weitere Legenden prägen die Verehrung des Mönchs Fortchern, der ein Weggefährte von Patrick und ein Sohn des Hochkönigs Lóegaire mac Néill († um 462) gewesen sein soll. Fortchern wird als Patron der Glockengießer verehrt. Das hohe Ansehen der Glocken vieler anderer irischer Mönche kommt in Liedern und Gedichten zum Ausdruck. In einem Gedicht über die heilige Brigida von Kildare (um 451 – um 523), der Gründerin des Klosters in Kildare und Patronin der Schmiede, wird erstmals neben einer Mönchsglocke auch eine Dorfglocke erwähnt. Daraus ist zu entnehmen, dass es bereits Glocken gab, die außerhalb des Klosters in Dorfkirchen geläutet wurden.
Die vor der Westküste Schottlands gelegene Insel Iona wurde durch ihr Kloster unter dem Abt Columban (521–597) zum geistigen Zentrum des Mönchstums innerhalb der iroschottischen Kirche. Columbans Hagiograph Adomnan (um 628–704) berichtet mehrfach vom regelmäßigen Gebrauch der Glocke. Der Abt sei nach dem Läuten der Festtagsglocke und dem Gebet mit freudigem Gesicht verstorben. Von Columban losgeschickt machte sich der jüngere Mönch Columban von Luxeuil (540–615) mit zwölf Vertrauten auf Missionsreise. Die Mönche waren wie üblich mit Heiliger Schrift, Wanderstab und Glocke unterwegs. Unter ihnen befand sich auch ein Priester, der in seiner irischen Heimat Cailleach hieß und später mit dem lateinischen Namen Gallus (um 550–640) bekannt wurde. Von der Bretagne aus zogen sie weiter durch Frankreich. Columban und Gallus weilten ab etwa 610 für zwei Jahre am Bodensee. Columban zog weiter nach Italien, wo in der von ihm 614 gegründeten Abtei Bobbio seine Reliquien und seine Glocke verehrt werden, während Gallus am Bodensee blieb und um 613 das Kloster St. Gallen gründete. Diese Erzähltraditionen sind durch Legenden ausgeschmückt, in denen Glocken eine magische Rolle spielen. Pirminius (um 670–753), der Gründer des Klosters Reichenau preist den Glockenklang in seiner Lebenserinnerung als signum ekklesiae, also als das Zeichen der Kirchengemeinde. Ein späterer Abt der Reichenau, Walahfrid Strabo (808–849), schreibt um 840 von gegossenen Bronzeglocken, die er von geschmiedeten Glocken unterscheidet. Eine um 700 verwendete, frühe Formel für die Glockenweihe ist aus Spanien überliefert, einen weiteren liturgischen Text ad signum ecclesiae benedicendum („vom Segnen des Zeichens der Kirche“) enthält das Pontifikale des Erzbischofs Ecgbert von York, der 735 den Bischofssitz von York begründete. Glocken wurden offensichtlich bereits im 8. Jahrhundert mit heiligem Wasser und Öl für den kirchlichen Dienst geweiht.
Die ältesten Bronzegussglocken gehören nach ihrer Form zu den Bienenkorbglocken, die vom 9. bis zum 12. Jahrhundert hergestellt wurden. Die älteste nordeuropäische Glocke dieses Typs ist die Glocke von Haithabu, auch Ansgar-Glocke, die um 950 gegossen wurde, also jünger ist als ihr Namensgeber Ansgar. Ihr Öffnungsdurchmesser beträgt 43 Zentimeter. Die Esztergom-Glocke aus dem 10. Jahrhundert, benannt nach der ungarischen Stadt Esztergom, oder Csolnok-Glocke nach dem Fundort in der Nähe der Stadt, ist die einzige Glocke dieser Zeit, die läutbar aufgehängt ist. Ab dem 12. Jahrhundert kamen Zuckerhutglocken auf, während Bienenkorbglocken allmählich verschwanden.

#### Glockeninschriften
Die uralten magischen Eigenschaften der Glocke christlich umzudeuten, war in frühchristlicher Zeit ein wichtiger Grund zur Verwendung von Inschriften, die ansonsten Herkunft und Verwendungszweck festhalten und die Glocke schmücken sollen. Eine der ältesten Inschriften trägt die bienenkorbförmige Glocke von Canino bei Rom, die sich heute im römischen Lateranmuseum befindet. Die Canino-Glocke ist zugleich die älteste erhaltenen Bronzegussglocke, die meist in das 9. Jahrhundert (8. bis 10. Jahrhundert) datiert wird. Sie ist 36 Zentimeter hoch bei einem Durchmesser von 39 Zentimetern und besitzt drei Henkel zum Aufhängen. Die nur noch bruchstückhaft lesbare Inschrift besagt mit knappen Worten ungefähr: „Zu Ehren des Herrn Jesus Christus und des Erzengels Michael. Gestiftet von Vivenitus.“ Andere Inschriften sind wesentlich länger und blumiger. Die vielleicht älteste datierte Inschrift auf einer Glocke aus Córdoba enthält die Jahreszahl 882 nach dem mozarabischen Kalender, was umgerechnet 963 n. Chr. entspricht. Sie lautet: „Der Abt Samson schenkt dieses Herrschaftszeichen dem Haus von St. Sebastian, dem Märtyrer im Namen Christi.“ Abgesehen von solchen Ausnahmen waren die meisten Kirchturmglocken anfangs schmucklos.
Ab dem 12. Jahrhundert rückte der magisch-sakrale Aspekt der Glocken in den Vordergrund und der Name des Stifters sollte, falls er vorkommt, mit einer frommen Formel ergänzt werden. Die namentliche Erwähnung der vier Evangelisten verlieh der Glocke eine sakrale Bedeutung. Als die Handglocken für den Altar üblich wurden (mehrteilige Altarglocken), erhielten vor allem sie die Namen der Evangelisten eingraviert. Weil der Glockenklang als die an Gott gerichtete Stimme der Gemeinde gedeutet wurde, erhielten Handglocken Inschriften mit Gebetsformeln, etwa dona nobis pacem („Gib uns Frieden“) oder O Rex Gloriae veni cum pace („O ruhmreicher König, komme mit Frieden“) erhalten. Diese frühen Glockeninschriften zeugen von der magischen Kraft der Glocke im Volksglauben. Die letztgenannte Formel wurde im 15. Jahrhundert in Deutschland zur häufigsten Glockeninschrift und kam auch noch nach der Reformation in evangelischen Gebieten vor. Die Worte des Priesters „Gesegnet sei der Name des Herrn“ passten eher auf die liturgisch verwendeten Handglocken, während der Spruch „Gegrüßet seist Du, Maria, voll der Gnade“ besser für Turmglocken geeignet schien, die sich in ihrer Höhe mehr im Blickfeld der Engel befinden.
Mit zunehmender Zahl an Turmglocken erhielt jede einen ihrer Funktion entsprechenden Eigennamen. Bekannt sind die drei Inschriften auf einer Glocke im Schaffhauser Münster von 1468, die Friedrich Schiller 1799 für sein Gedicht Das Lied von der Glocke inspirierten.

#### Glockentürme

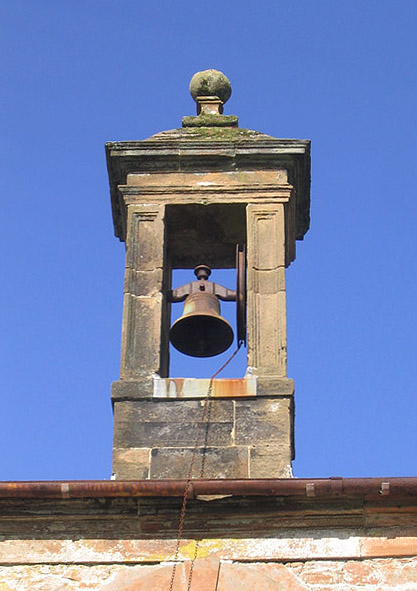
Glockenturm auf der Dorfkirche von Johnstonebridge, Grafschaft Dumfriesshire, Schottland

Einige frühmittelalterliche Quellen erwähnen Glocken, die mit Seilen bewegt wurden. Dies spricht für eine stationäre Anbringung der Glocke in einer höheren Position, etwa an der Außenmauer der Kirche, aber nicht notwendig für einen Glockenturm. Zu den Wundererzählungen Gregors von Tours im 6. Jahrhundert gehört eine Geschichte über eine Glocke und ein Seil im Liber de passione et virtutibus sancti Iuliani martyris („Buch über das Leiden und die Wunder des heiligen Märtyrers Julianus“): Als die Kapelle eines Heiligen von einem Blitz getroffen wurde, kam der Blitz durch die Öffnung herab, an welcher das Seil für die Glocke (signum) hing, beschädigte ein paar Säulen, aber verletzte niemanden. Folglich musste eine Glocke auf einem Dach befestigt gewesen sein. Aus anderen Quellen ist bekannt, dass Glocken an Heiligenschreinen Wunder ankündigten.
Älter als Glockentürme sind offene Arkaden in Italien und Griechenland, an denen eine oder mehrere Glocken aufgehängt waren. Im Anfang des 9. Jahrhunderts verfassten Geschichtswerk Gesta sanctorum patrum Fontanellensium über die Abtei Saint-Wandrille in der Normandie heißt es, der Abt Ermharius († 738) habe eine Glocke anfertigen und sie in einen kleinen Turm (turricula) hängen lassen, „wie es bei solchen Kirchen üblich ist“. Gab es also Anfang des 8. Jahrhunderts bereits kleine Glockentürme, so wurden wenig später die ersten höheren Glockentürme in der Nähe von Kirchen gebaut. Den Anfang soll Papst Stephan II. (amtierte 752–757) gemacht haben, als er neben der alten St.-Peters-Basilika einen Glockenturm mit drei Glocken errichten ließ. Die drei Glocken sollten den Klerus und die Gemeinde zum Gottesdienst rufen. Glocken in Italien wurden um diese Zeit aus Bronze gegossen. Wie es heißt, waren die drei Glocken aus einem „seltsamen Metall“ gefertigt und sollen von irischen Mönchen überbracht worden sein. Geschenke irischer Glocken aus Eisenblech wurden allgemein geschätzt. Ob Stephan tatsächlich der Urheber der Kirchenglocken in einem Turm war, ist ungewiss. Es heißt, er habe Glocken zum ersten Mal in der Kirche von Saint-Denis in Funktion gesehen und sich davon inspirieren lassen. Die Kirchenglocken wären demnach vom karolingischen Frankreich nach Rom gekommen. Es fehlt jedoch an zuverlässigen Hinweisen auf Glockentürme im 8. Jahrhundert.
In einer um 1000 von Wulfstan († 1023), dem Erzbischof von York verfassten angelsächsischen Gesetzessammlung ist von den Voraussetzungen für den Adelsstand die Rede: Der freie Mann benötigt demnach eine bestimmte Fläche eigenes Land, einen burgheat (Eingangstor zu einer Verteidigungsanlage, gemeint ist das gesamte Herrenhaus), einen Sitz in der Halle des Königs und bellan (Glocke). Im Textus Roffensis, einer erweiterten Fassung der Gesetze um 1125 werden noch cirican (Kirche) und kycenan (Küche) ergänzt und statt bellan heißt es bellhus. Das Wort bellhus wurde wörtlich mit „Glockenhaus“ übersetzt (entsprechend dem lateinischen cloccarium), zusammengesetzt aus dem altenglischen bell, „ein lautes Geräusch machen“ und hus, „Haus“. Die Bedeutung entspricht jedoch sinngemäß dem mittelenglischen belfry, das „befestigter Platz“, „Zufluchtsort“ heißt. Dieses bel- ist etymologisch nicht mit bell verbunden. Der oft als Beleg für einen Turm mit Glocke fehlinterpretierte Satz bezieht sich wahrscheinlich auf eine Verteidigungsanlage. Belfry geht wie französisch beffroi auf das mittelhochdeutsche bercvrit („Belagerungsturm“, „Wehrturm“) zurück.
Im mittelalterlichen Europa wurde der Glockenturm der Gemeindekirche zum geistigen und sozialen Mittelpunkt der Gemeinschaft. Um für die Mönche und die Bürger die Gebets- und Arbeitszeiten anzuzeigen, wurden ab dem 15. Jahrhundert Uhrtürme zu einem Mittelpunkt in den Städten und Räderuhren steuerten die Glocken in den Kirchtürmen. Die Verantwortung für das Läuten der Kirchenglocken zu bestimmten Anlässen war Verhandlungssache zwischen der Kirchenführung und der weltlichen Obrigkeit.

#### Glocken als Musikinstrumente
Die ersten Glocken wurden im 10. Jahrhundert als Musikinstrument verwendet. Falls die Darstellungen in Handschriften und die Wandbilder in Kathedralen ein realistisches Bild vermitteln, handelte es sich um eine Reihe von Glöckchen, die an einer Stange nebeneinander aufgehängt waren und mit einem Hammer angeschlagen wurden. Diese Glöckchen waren im Mittelalter als cymbala bekannt. In der Antike wurden unter cymbala (griechisch κύμβαλα, abgeleitet französisch cymbales, englisch cymbals) Zimbeln verstanden. Dies waren mit beiden Händen zusammengeschlagene, kleine Schalen, also die Vorläufer der heutigen Zimbeln, Becken und Kastagnetten.
Die mittelalterlichen Glöckchen wurden wahrscheinlich für den Gesangsunterricht und die theoretische Musikerziehung verwendet. Mit einer Reihe von sechs bis acht Glöckchen konnte das Singen der Solmisationssilben geübt werden. Die cymbala dienten auch zur Gesangsbegleitung und wurden zusammen mit der Orgel eingesetzt. Im 12. Jahrhundert sind sie auf vielen Psalterillustrationen abgebildet. Ab der Renaissance bis ins 18. Jahrhundert besaßen Orgeln häufig einen Zimbelstern (ein Rad mit Glöckchen oder Schellen) als Register. Die Zimbelsterne gehen auf die seit dem 10. Jahrhundert an Feiertagen zum Ehrerweis Gottes gedrehten Zimbel- oder Glockenräder zurück. Laut den Anweisungen zum Guss der Glocken (mensurae cymbalorum) bestand die Bronzelegierung (Glockenspeise) aus 80 Prozent Kupfer und 16 bis 20 Prozent Zinn. Um die Tonhöhe einer Glockenreihe zu erhöhen, goss man die Glocken entweder alle mit gleicher Höhe und gleichem Innendurchmesser und erhöhte nur die Wandstärke oder man verringerte bei gleicher Wandstärke Höhe und Durchmesser. Das älteste erhaltene cymbala mit zwölf Glocken wird um 1200 datiert. Die 26 bis 40 Zentimeter hohen Glocken sind mit Tonbezeichnungen versehen, wurden also offenbar in der Musik verwendet. Der Glockensatz wurde 1906 auf dem Friedhof der Geburtskirche in Bethlehem ausgegraben, stammt jedoch aus Europa.
Cymbala wurden in ganz Europa in Kirchen und Klöstern gespielt und waren die direkten Vorläufer der großen Turmglockenspiele, Carillon. In der Mitte des 14. Jahrhunderts wird erstmals ein Glockenwächter („Beiermann“) erwähnt, der einen Satz von vier Turmglocken (quatrillionem) anschlug, um ein bestimmtes Signal zu senden. Musikalisch verwendet und über eine einfache Tastatur angeschlagen wurden Carillon erstmals 1478 in Dünkirchen und 1482 in Antwerpen. Im Jahr 1892 wurde in Mechelen erstmals ein Glockenspiel mit einer Kipphebelmechanik ausgestattet, die seit dem 20. Jahrhundert Standard ist. Diese erlaubt eine komplexere Spielweise von Werken der Kunstmusik.

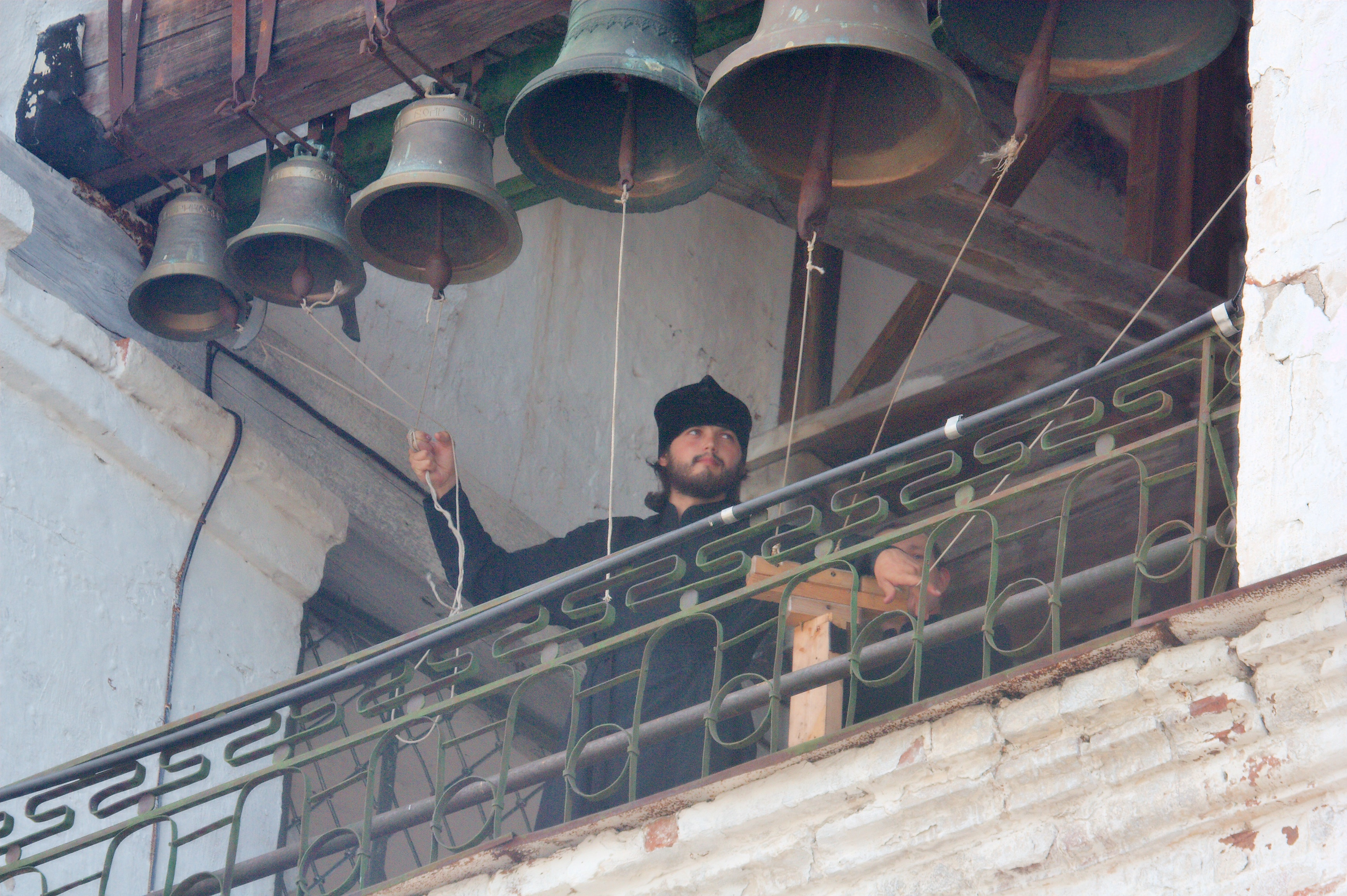
Glockenschlagen in der Russisch-Orthodoxen Kirche. Ipatios-Kloster in Kostroma.

Im angelsächsischen Raum ist das Wechselläuten verbreitet, das mit Kirchenglocken, die um die eigene Achse rotieren können, und mit kleinen Stielhandglocken praktiziert wird. In einem Handglockenorchester imitieren die Musiker im Prinzip das Läuten der Kirchenglocken, wobei ein Musiker mehrere Glocken bedienen kann. Die Tonskala von Handglocken mit Durchmessern von 3,5 bis 4,6 Zentimetern reicht maximal von G bis g5. Üblicherweise ist der von einem Ensemble gespielte Tonumfang geringer. Im Rheinland und in Teilen Norddeutschland ist Beiern eine besondere Läuteart mit mehreren Glocken, bei denen die Klöppel über Seile bewegt werden.
Russische Glocken sind starr nebeneinander aufgehängt, sie werden von einem Klöppel angeschlagen, welchen der Glöckner mit einem Seil gegen den inneren Rand der Glocke zieht. Die einzige Musik vor und im Gottesdienst der Russisch-Orthodoxen Kirche ist das Glockenläuten, das bereits Adam Olearius 1663 nach seinem Aufenthalt in Moskau für die deutschen Leser beschrieb. Wie dies zu geschehen hat, ist im Typikon, dem liturgischen Handbuch der orthodoxen Kirche geregelt. Beim Blagowest (Verkündigung der „Frohen Botschaft“) wird mit der großen Glocke beginnend und nachfolgend weiteren mittelgroßen Glocken zum Gottesdienst gerufen. Tonfolgen für bestimmte Anlässe heißen Swon. Es gibt Läutemotive unter anderem für Festtage (Treswon), Begräbnisse (Perebor), Hochzeiten, Taufen und zum Verteilen des Weihwassers.

#### Glocken im Brauchtum
- Chalandamarz im Engadin, Schweiz
- Chesslete in Solothurn, Schweiz
- Der Kurent beim Karneval in Ptuj (Pettau), Slowenien
- Güdelmontag in Einsiedeln, Schweiz
- Herodesumzug der Zipser zu Heiligabend in Oberwischau (Vișeu de Sus)/Maramuresch, Rumänien, in rumänischen Gemeinden der Region als Viflaim, Viflaiemul, Viflaemul, Viflaimul oder Vicleim adaptiert
- Klausenumzug in Arth, Schweiz
- Klausjagen in Küssnacht am Rigi, Schweiz
- Kuhglocken beim Almauftrieb und Almabtrieb
- Pelzmarti in Kandersteg, Schweiz
- Röllibutzen in Altstätten, Schweiz
- Schellenrühren in Mittenwald, Bayern
- Schellerlaufen in Nassereith, Tirol
- Schleicherlaufen in Telfs, Tirol
- Silvesterklaus in Urnäsch, Schweiz
- Ubersitz in Meiringen, Schweiz
- Übersitz mit Trycheln im nördlichen Alpenraum